# Persone di nome Robert
| Questa pagina contiene informazioni ricavate automaticamente dalle voci biografiche con l'ausilio del template Bio e di un bot. L'aggiornamento è periodico e automatico e ricostruisce completamente la pagina. Se manca una persona in questa lista, sei pregato di non aggiungerla, ma accertati piuttosto che la sua voce biografica contenga il template Bio e che i dati anagrafici siano correttamente compilati. Se il template Bio manca, inseriscilo tu stesso o, in alternativa, metti l'avviso {{tmp\|Bio}} che ne segnala la mancanza. Se i dati riportati sono sbagliati, correggi direttamente la voce biografica; le modifiche saranno visibili in questa lista entro pochi giorni. Per chiarimenti vedi il progetto antroponimi. La lista contiene solo le 3.120 persone che sono citate nell'enciclopedia e per le quali è stato implementato correttamente il template Bio. Pagina aggiornata al 6 ago 2025. |

Questa è una lista di persone presenti nell'enciclopedia che hanno il nome Robert, suddivise per attività principale.

## Abati(2)
- Robert de Keldeleth, abate e politico scozzese (Melrose, † 1273)
- Robert de Pontigny, abate e cardinale francese (Francia - Parma, † 1305)

## Agenti segreti(1)
- Robert Hanssen, agente segreto statunitense (Chicago, n. 1944 - Florence, † 2023)

## Alchimisti(1)
- Robert Duval, alchimista francese (n. 1510 - † 1567)

## Allenatori di calcio a 5(2)
- Robert Grdović, allenatore di calcio a 5 e ex giocatore di calcio a 5 croato (Sindelfingen, n. 1974)
- Robert Lupu, allenatore di calcio a 5 e ex giocatore di calcio a 5 romeno (Reșița, n. 1982)

## Allenatori di football americano(5)
- Bob Hollway, allenatore di football americano statunitense (Ann Arbor, n. 1926 - † 1999)
- Mickey Joseph, allenatore di football americano statunitense (Marrero, n. 1968)
- Rob Moore, allenatore di football americano e ex giocatore di football americano statunitense (Hempstead, n. 1968)
- Robert Saleh, allenatore di football americano statunitense (Dearborn, n. 1979)
- Bob Snyder, allenatore di football americano e giocatore di football americano statunitense (Fremont, n. 1913 - † 2001)

## Allenatori di hockey su ghiaccio(9)
- Bobby Baun, allenatore di hockey su ghiaccio e hockeista su ghiaccio canadese (Lanigan, n. 1936 - † 2023)
- Jim Dorey, allenatore di hockey su ghiaccio e ex hockeista su ghiaccio canadese (Toronto, n. 1947)
- Robbie Ftorek, allenatore di hockey su ghiaccio e ex hockeista su ghiaccio statunitense (Needham, n. 1952)
- Bob Gainey, allenatore di hockey su ghiaccio, ex hockeista su ghiaccio e dirigente sportivo canadese (Peterborough, n. 1953)
- Bob Hartley, allenatore di hockey su ghiaccio canadese (Hawkesbury, n. 1960)
- Bob Manno, allenatore di hockey su ghiaccio e ex hockeista su ghiaccio canadese (Niagara Falls, n. 1956)
- Bob Nardella, allenatore di hockey su ghiaccio e ex hockeista su ghiaccio statunitense (Melrose Park, n. 1968)
- Rob Tallas, allenatore di hockey su ghiaccio e ex hockeista su ghiaccio canadese (Edmonton, n. 1973)
- Robert Wilson, allenatore di hockey su ghiaccio e ex hockeista su ghiaccio canadese (Toronto, n. 1968)

## Allenatori di pallacanestro(14)
- Bob Bass, allenatore di pallacanestro e dirigente sportivo statunitense (Tulsa, n. 1929 - San Antonio, † 2018)
- Bob Beyer, allenatore di pallacanestro statunitense (Le Roy, n. 1961)
- R.C. Buford, allenatore di pallacanestro e dirigente sportivo statunitense (Wichita, n. 1960)
- Bob Donewald, allenatore di pallacanestro e dirigente sportivo statunitense (South Bend, n. 1970)
- Bob Hill, allenatore di pallacanestro statunitense (Columbus, n. 1948)
- Robert Hughes, allenatore di pallacanestro statunitense (Bristow, n. 1928 - Fort Worth, † 2024)
- Bob Hurley, allenatore di pallacanestro statunitense (Jersey City, n. 1947)
- Bob Kloppenburg, allenatore di pallacanestro statunitense (n. 1927 - Bellevue, † 2024)
- Bob MacKinnon, allenatore di pallacanestro statunitense (Buffalo, n. 1960)
- Robert McCullum, allenatore di pallacanestro statunitense (n. 1954)
- Bob McKillop, allenatore di pallacanestro statunitense (Queens, n. 1950)
- Robert Morris, allenatore di pallacanestro statunitense (Taylor, n. 1902 - Norristown, † 1986)
- Lute Olson, allenatore di pallacanestro statunitense (Mayville, n. 1934 - Tucson, † 2020)
- Scotty Robertson, allenatore di pallacanestro statunitense (Fort Smith, n. 1930 - Ruston, † 2011)

## Allenatori di sci alpino(4)
- Bob Beattie, allenatore di sci alpino e commentatore televisivo statunitense (Manchester, n. 1933 - Fruita, † 2018)
- Robert Blanchaer, allenatore di sci alpino e ex sciatore alpino belga (Wilrijk, n. 1952)
- Rob Boyd, allenatore di sci alpino e ex sciatore alpino canadese (Vernon, n. 1966)
- Robert Žan, allenatore di sci alpino e ex sciatore alpino sloveno (Jesenice, n. 1967)

## Allevatori(2)
- Clay Allison, allevatore e pistolero statunitense (n. 1841 - † 1887)
- Tom Smith, allevatore statunitense (Georgia, n. 1878 - Glendale, † 1957)

## Alpinisti(4)
- Rob Hall, alpinista neozelandese (Christchurch, n. 1961 - Everest, † 1996)
- Robert Hans Schmitt, alpinista, esploratore e pittore austriaco (Vienna, n. 1870 - Zanzibar, † 1899)
- Rob Slater, alpinista e arrampicatore statunitense (n. 1960 - K2, † 1995)
- Robert Lendlmayer von Lendenfeld, alpinista, biologo e cartografo austriaco (Graz, n. 1858 - Praga, † 1913)

## Altisti(4)
- Robert Grabarz, ex altista britannico (Enfield, n. 1987)
- Bob King, altista statunitense (Los Angeles, n. 1906 - Walnut Creek, † 1965)
- Bob van Osdel, altista statunitense (Selma, n. 1910 - West Hollywood, † 1987)
- Robert Šavlakadze, altista sovietico (Tbilisi, n. 1933 - Tbilisi, † 2020)

## Ambasciatori(1)
- Woody Johnson, ambasciatore, imprenditore e dirigente sportivo statunitense (New Brunswick, n. 1947)

## Ammiragli(14)
- Robert Keith Arbuthnot, ammiraglio britannico (Alderminster, n. 1864 - battaglia dello Jutland, † 1916)
- Robert Blake, ammiraglio inglese (Bridgwater, n. 1599 - in navigazione verso Portsmouth, † 1657)
- Robert Burnett, ammiraglio britannico (Kemnay, n. 1887 - Bognor Regis, † 1959)
- Robert Calder, ammiraglio britannico (Elgin, n. 1745 - Holt, † 1818)
- Robert Coontz, ammiraglio statunitense (Hannibal, n. 1864 - † 1935)
- Robert Coote, ammiraglio britannico (n. 1820 - † 1898)
- Robert Crown, ammiraglio russo (Perth, n. 1753 - San Pietroburgo, † 1841)
- Robert Eyssen, ammiraglio tedesco (Francoforte sul Meno, n. 1892 - Baden-Baden, † 1960)
- Robert Ghormley, ammiraglio statunitense (Portland, n. 1883 - Bethesda, † 1958)
- Robert Harward, ammiraglio statunitense (Newport, n. 1956)
- Robert Kingsmill, ammiraglio e politico britannico (Belfast, n. 1730 - Sydmonton Court, † 1805)
- Robert Sherbrooke, ammiraglio britannico (Oxton, n. 1901 - Oxton, † 1972)
- Robert Stopford, ammiraglio irlandese (n. 1768 - † 1847)
- Robert Viren, ammiraglio russo (Velikij Novgorod, n. 1856 - Kronštadt, † 1917)

## Anatomisti(3)
- Robert Bonnet, anatomista tedesco (Augusta, n. 1851 - Würzburg, † 1921)
- Robert James Graves, anatomista irlandese (Dublino, n. 1796 - Dublino, † 1853)
- Johannes Sobotta, anatomista tedesco (Berlino, n. 1869 - Bonn, † 1945)

## Animatori(2)
- Fred Moore, animatore statunitense (Los Angeles, n. 1911 - Burbank, † 1952)
- Bob Peterson, animatore, sceneggiatore e regista statunitense (Wooster, n. 1961)

## Antifascisti(1)
- Robert Uhrig, antifascista tedesco (Lipsia, n. 1903 - Brandeburgo sulla Havel, † 1944)

## Antropologi(9)
- Robert Bradford Fox, antropologo e archeologo statunitense (Galveston, n. 1918 - Baguio City, † 1985)
- Robert Henry Codrington, antropologo e missionario britannico (Wroughton, n. 1830 - Chichester, † 1922)
- Robert Elsie, antropologo canadese (Vancouver, n. 1950 - Bonn, † 2017)
- Robert Gardner, antropologo e regista statunitense (Brookline, n. 1925 - Boston, † 2014)
- Robert Hertz, antropologo francese (Saint-Cloud, n. 1881 - Marchéville, † 1915)
- Robert I. Levy, antropologo e psichiatra statunitense (New York, n. 1924 - Asolo, † 2003)
- Robert Lowie, antropologo statunitense (Vienna, n. 1883 - Berkeley, † 1957)
- Robert Ranulph Marett, antropologo inglese (Jersey, n. 1866 - Oxford, † 1943)
- Robert Sutherland Rattray, antropologo statunitense (n. 1881 - Oxfordshire, † 1938)

## Aracnologi(1)
- Robert John Raven, aracnologo australiano (n. 1960)

## Arbitri di calcio(8)
- Robert Boggi, arbitro di calcio italiano (New York, n. 1955 - Salerno, † 2022)
- Robert Hartmann, arbitro di calcio tedesco (n. 1979)
- Rob Harvey, arbitro di calcio irlandese (Dublino, n. 1988)
- Robert Jones, arbitro di calcio britannico (Chester, n. 1987)
- Robert Kampka, arbitro di calcio tedesco (Görlitz, n. 1982)
- Bobby Madden, arbitro di calcio scozzese (East Kilbride, n. 1978)
- Robert Schörgenhofer, arbitro di calcio austriaco (Dornbirn, n. 1973)
- Bob Valentine, ex arbitro di calcio scozzese (Dundee, n. 1939)

## Archeologi(9)
- Robert John Braidwood, archeologo e antropologo statunitense (Detroit, n. 1907 - Chicago, † 2003)
- Robert Eisenman, archeologo statunitense (n. 1937)
- Robert Gardner, archeologo e fotografo britannico (n. 1889 - † 1972)
- Robert Koldewey, archeologo tedesco (Blankenburg, n. 1855 - Berlino, † 1925)
- Robert McCormick Adams, archeologo e antropologo statunitense (Chicago, n. 1926 - Chula Vista, † 2018)
- Robert von Schneider, archeologo e numismatico austriaco (Vienna, n. 1854 - Vienna, † 1909)
- Mortimer Wheeler, archeologo britannico (Glasgow, n. 1890 - Londra, † 1976)
- Robert Wood, archeologo e politico britannico (n. 1717 - † 1771)
- Robert Zahn, archeologo tedesco (Bruchsal, n. 1870 - Berlino, † 1945)

## Architetti(14)
- Robert Adam, architetto scozzese (Kirkcaldy, n. 1728 - Londra, † 1792)
- Robert Adams, architetto e incisore inglese (n. 1540 - † 1595)
- Robert Rowand Anderson, architetto scozzese (Forres, n. 1834 - Edimburgo, † 1921)
- Robert de Cotte, architetto francese (Parigi, n. 1656 - Passy, † 1735)
- Rob Krier, architetto, urbanista e scultore lussemburghese (Grevenmacher, n. 1938 - Berlino, † 2023)
- Robert de Luzarches, architetto francese (n. 1180 - Amiens, † 1222)
- Robert Mallet-Stevens, architetto e designer francese (Parigi, n. 1886 - Parigi, † 1945)
- Robert Mills, architetto statunitense (Charleston, n. 1781 - Washington, † 1855)
- Robert Morris, architetto e scrittore britannico (Twickenham, n. 1703 - Londra, † 1754)
- Robert Pitrou, architetto e ingegnere francese (Nantes, n. 1684 - † 1750)
- Robert Smirke, architetto inglese (Londra, n. 1780 - Cheltenham, † 1867)
- Robert A. M. Stern, architetto statunitense (Brooklyn, n. 1939)
- Robert Taylor, architetto inglese (Woodford, n. 1714 - Londra, † 1788)
- Robert Venturi, architetto statunitense (Filadelfia, n. 1925 - Filadelfia, † 2018)

## Arcieri(1)
- Robert Williams, arciere statunitense (Contea di Franklin, n. 1841 - Washington, † 1914)

## Arcivescovi(1)
- Robert di Jumièges, arcivescovo normanno (Jumièges)

## Arcivescovi anglicani(1)
- Robert Runcie, arcivescovo anglicano britannico (Great Crosby, n. 1921 - St Albans, † 2000)

## Arcivescovi cattolici(11)
- Robert Briçonnet, arcivescovo cattolico francese (Tours - Moulins, † 1497)
- Robert James Carlson, arcivescovo cattolico statunitense (Minneapolis, n. 1944)
- Robert Gerald Casey, arcivescovo cattolico statunitense (Evergreen Park, n. 1967)
- Robert Cissé, arcivescovo cattolico maliano (Bamako, n. 1968)
- Robert Le Gall, arcivescovo cattolico francese (Saint-Hilaire-du-Harcouët, n. 1946)
- Robert Christopher Ndlovu, arcivescovo cattolico zimbabwese (Tshongokwe, n. 1955)
- Robert Rivas, arcivescovo cattolico trinidadiano (Arima, n. 1946)
- Robert Fortune Sanchez, arcivescovo cattolico statunitense (Socorro, n. 1934 - Albuquerque, † 2012)
- Robert Winchelsey, arcivescovo cattolico e teologo inglese (Otford, † 1313)
- Robert Zollitsch, arcivescovo cattolico tedesco (Filipovo, n. 1938)
- Robert de Croixmare, arcivescovo cattolico francese (n. 1445 - Rouen, † 1493)

## Arrangiatori(1)
- Bobby Martin, arrangiatore, compositore e produttore discografico statunitense (Lockland, n. 1930 - San Diego, † 2016)

## Artisti(9)
- Robert Barry, artista statunitense (New York, n. 1936)
- Robert Bosisio, artista italiano (Trodena nel parco naturale, n. 1963)
- Robert William Buss, artista britannico (Londra, n. 1804 - Islington, † 1875)
- Robert Cahen, artista francese (Valence, n. 1945)
- Robert Gligorov, artista macedone (Kriva Palanka, n. 1960)
- Robert Indiana, artista, scenografo e costumista statunitense (New Castle, n. 1928 - Vinalhaven, † 2018)
- Robert Longo, artista e regista statunitense (Brooklyn, n. 1953)
- Robert Ryman, artista statunitense (Nashville, n. 1930 - New York, † 2019)
- Robert Watts, artista statunitense (Burlington, n. 1923 - Martins Creek, † 1989)

## Artisti marziali(1)
- Robert Clark, artista marziale britannico (Liverpool, n. 1946 - Liverpool, † 2012)

## Artisti marziali misti(2)
- Robbie Lawler, artista marziale misto statunitense (San Diego, n. 1982)
- Robert Whittaker, artista marziale misto australiano (Auckland, n. 1990)

## Assassini(1)
- Robert William Fisher, assassino statunitense (New York, n. 1961)

## Assassini seriali(3)
- Robert Berdella, serial killer statunitense (Cuyahoga Falls, n. 1949 - Jefferson City, † 1992)
- Robert Hansen, serial killer statunitense (Estherville, n. 1939 - Anchorage, † 2014)
- Bobby Joe Long, serial killer e militare statunitense (Kenova, n. 1953 - Raiford, † 2019)

## Assiriologi(1)
- Robert Henry Pfeiffer, assiriologo statunitense (Bologna, n. 1892 - Cambridge, † 1958)

## Astisti(5)
- Bob Gutowski, astista statunitense (San Pedro, n. 1935 - Camp Pendleton, † 1960)
- Robert Renner, ex astista sloveno (Celje, n. 1994)
- Bob Richards, astista e politico statunitense (Champaign, n. 1926 - † 2023)
- Bob Seagren, ex astista e attore statunitense (Pomona, n. 1946)
- Robert Sobera, astista polacco (Breslavia, n. 1991)

## Astronauti(14)
- Robert Behnken, ex astronauta e ufficiale statunitense (Creve Coeur, n. 1970)
- Robert Cabana, ex astronauta statunitense (Minneapolis, n. 1949)
- Robert Cenker, ex astronauta e ingegnere statunitense (Uniontown, n. 1948)
- Robert Crippen, ex astronauta statunitense (Beaumont, n. 1937)
- Robert Curbeam, astronauta e ingegnere statunitense (Baltimora, n. 1962)
- Robert Gibson, ex astronauta statunitense (Cooperstown, n. 1946)
- Robert Hines, astronauta statunitense (Fayetteville, n. 1975)
- Robert Kimbrough, ex astronauta statunitense (Killeen, n. 1967)
- Robert Overmyer, astronauta statunitense (Lorain, n. 1936 - Duluth, † 1996)
- Robert A. Parker, ex astronauta e fisico statunitense (New York, n. 1936)
- Robert Satcher, ex astronauta e medico statunitense (Hampton, n. 1965)
- Robert Springer, ex astronauta statunitense (Saint Louis, n. 1942)
- Robert Stewart, ex astronauta statunitense (Washington, n. 1942)
- Robert Thirsk, ex astronauta e medico canadese (New Westminster, Columbia Britannica, n. 1953)

## Astronomi(24)
- Robert Grant Aitken, astronomo statunitense (Jackson, n. 1864 - Berkeley, † 1951)
- Robert Blair, astronomo scozzese (Murchiston, n. 1748 - Westlock, † 1828)
- Robert Hanbury Brown, astronomo e fisico britannico (Aruvankadu, n. 1916 - Andover, † 2002)
- Robert Burnham, Jr., astronomo statunitense (Chicago, n. 1931 - San Diego, † 1993)
- Robert Curry Cameron, astronomo statunitense (n. 1925 - † 1972)
- Robert Chemin, astronomo francese
- Robert Francis Coker, astronomo statunitense
- Robert Owen Evans, astronomo australiano (Sydney, n. 1937 - † 2022)
- Robert Holmes, astronomo statunitense (n. 1956)
- Robert Hutsebaut, astronomo belga (n. 1941)
- Robert Innes, astronomo sudafricano (n. 1861 - † 1933)
- Robert Kraft, astronomo statunitense (Seattle, n. 1927 - Santa Cruz, † 2015)
- Robert Linderholm, astronomo statunitense (Seward, n. 1933 - Cambridge, † 2013)
- Robert Main, astronomo britannico (Upnor, n. 1808 - Oxford, † 1878)
- Robert Matson, astronomo statunitense (n. 1962)
- Robert H. McNaught, astronomo scozzese (n. 1956)
- Robert L. Millis, astronomo statunitense
- Robert G. Sandness, astronomo statunitense
- Robert D. Schaldach, astronomo statunitense (New York, n. 1926 - Flagstaff, † 1963)
- Robert Julius Trumpler, astronomo svizzero (Zurigo, n. 1886 - Berkeley, † 1956)
- Robert Van Arsdale, astronomo statunitense (New Jersey, n. 1807 - New York, † 1873)
- Robert Weber, astronomo statunitense (New York, n. 1926 - Northborough, † 2008)
- Robert J. Whiteley, astronomo statunitense (n. 1971)
- Robert Woodrow Wilson, astronomo e fisico statunitense (Houston, n. 1936)

## Atleti paralimpici(1)
- Robert Matthews, atleta paralimpico britannico (Strood, n. 1961 - Auckland, † 2018)

## Attivisti(3)
- Bobby Hutton, attivista statunitense (Jefferson, n. 1950 - West Oakland, † 1968)
- Robert Purvis, attivista statunitense (Charleston, n. 1810 - Filadelfia, † 1898)
- Bobby Sands, attivista e politico nordirlandese (Belfast, n. 1954 - Lisburn, † 1981)

## Attori pornografici(4)
- Bobby Astyr, attore pornografico e musicista statunitense (New York, n. 1937 - New York, † 2002)
- Eric Edwards, ex attore pornografico statunitense (Michigan, n. 1945)
- Leo Giamani, attore pornografico statunitense (Stati Uniti d'America, n. 1978)
- Robert Van Damme, ex attore pornografico ceco (n. 1969)

## Attori teatrali(5)
- Robert Armin, attore teatrale britannico (Londra, † 1615)
- Robert William Elliston, attore teatrale e manager inglese (Londra, n. 1774 - Londra, † 1831)
- Gros-Guillaume, attore teatrale francese (Parigi - Parigi, † 1634)
- Robert Lepage, attore teatrale, sceneggiatore e regista cinematografico canadese (Québec, n. 1957)
- Robert Madge, attore teatrale, commediografo e cantante britannico (Coventry, n. 1996)

## Autori di giochi(1)
- Robert Abbott, autore di giochi statunitense (Saint Louis, n. 1933 - † 2018)

## Aviatori(4)
- Robert Blackburn, aviatore e imprenditore britannico (Kirkstall, n. 1885 - † 1955)
- Robert G. Fowler, aviatore statunitense (n. 1884 - † 1966)
- Robert Henry Lawrence, aviatore statunitense (Chicago, n. 1935 - † 1967)
- Robert Odic, aviatore e generale francese (Neufchâtel-en-Bray, n. 1887 - Neufchâtel-en-Bray, † 1958)

## Avvocati(14)
- Bob Arum, avvocato e imprenditore statunitense (New York, n. 1931)
- Robert Aske, avvocato inglese (n. 1500 - York, † 1537)
- Robert Badinter, avvocato e politico francese (Parigi, n. 1928 - Parigi, † 2024)
- Hunter Biden, avvocato e imprenditore statunitense (Wilmington, n. 1970)
- Robert Bilott, avvocato statunitense (Ohio, n. 1965)
- Robert Bork, avvocato, giurista e magistrato statunitense (Pittsburgh, n. 1927 - contea di Arlington, † 2012)
- Robert Kardashian, avvocato e imprenditore statunitense (Los Angeles, n. 1944 - Los Angeles, † 2003)
- Robert R. Livingston, avvocato, politico e diplomatico statunitense (New York, n. 1746 - Clermont, † 1813)
- Robert Livingston, avvocato e politico statunitense (n. 1718 - Clermont, † 1775)
- Robert Mueller, avvocato e politico statunitense (New York, n. 1944)
- Robert Charles O'Brien, avvocato e politico statunitense (Los Angeles, n. 1966)
- Robert Shapiro, avvocato statunitense (Plainfield, n. 1942)
- Robert Wilkie, avvocato e politico statunitense (Francoforte sul Meno, n. 1962)
- James Woolsey, avvocato, diplomatico e scrittore statunitense (Tulsa, n. 1941)

## Banchieri(3)
- Robert Fellowes, barone Fellowes, banchiere britannico (Sandringham, n. 1941 - Norfolk, † 2024)
- Robert Lehman, banchiere e filantropo statunitense (New York, n. 1891 - New York, † 1969)
- Robert Smith, I barone Carrington, banchiere e politico inglese (n. 1752 - Londra, † 1838)

## Baritoni(3)
- Todd Duncan, baritono statunitense (Danville, n. 1913 - Washington, † 1998)
- Robert Massard, baritono francese (Pau, n. 1925)
- Robert Weede, baritono statunitense (Baltimora, n. 1903 - Walnut Creek, † 1972)

## Bassi(2)
- Robert Lloyd, basso inglese (Southend-on-Sea, n. 1940)
- Robert Radford, basso britannico (Nottingham, n. 1874 - Londra, † 1933)

## Bassisti(4)
- Bob Birch, bassista statunitense (Detroit, n. 1956 - San Fernando Valley, † 2012)
- Robbie Crane, bassista statunitense (Orange County, n. 1969)
- Bobby Dall, bassista statunitense (Harrisburg, n. 1958)
- Robert Hunecke-Rizzo, bassista e polistrumentista tedesco (Amburgo, n. 1971)

## Batteristi(9)
- Bob Bert, batterista statunitense (Hoboken)
- Bobby Blotzer, batterista statunitense (Pittsburgh, n. 1958)
- Rob Bourdon, batterista statunitense (Calabasas, n. 1979)
- Bob Bryar, batterista statunitense (Chicago, n. 1979 - Shelbyville, † 2024)
- Bob Burns, batterista statunitense (Jacksonville, n. 1950 - Cartersville, † 2015)
- Bobby Colomby, batterista statunitense (New York, n. 1944)
- Robert Ortiz, batterista e compositore statunitense (El Paso, n. 1987)
- Robert Sweet, batterista statunitense (Lynwood, n. 1960)
- Robert Wyatt, batterista, cantante e tastierista inglese (Bristol, n. 1945)

## Beatmaker(1)
- RZA, beatmaker, polistrumentista e rapper statunitense (New York, n. 1969)

## Bibliografi(1)
- Robert Proctor, bibliografo e bibliotecario britannico (Budleigh Salterton, n. 1868 - Pitztal, † 1903)

## Biblisti(7)
- Robert Henry Charles, biblista e teologo inglese (n. 1855 - † 1931)
- Robert Funk, biblista statunitense (n. 1926 - † 2005)
- Robert H. Gundry, biblista statunitense (n. 1932)
- Robert A. Kraft, biblista e ebraista statunitense (Waterbury, n. 1934 - Ambler, † 2023)
- Robert Lisle Lindsey, biblista statunitense (Norman, n. 1917 - Tulsa, † 1995)
- Robert H. Mounce, biblista e musicologo statunitense (LaSalle, n. 1921 - Anacortes, † 2019)
- Robert McNair Price, biblista e scrittore statunitense (Jackson, n. 1954)

## Biochimici(5)
- Robert Corey, biochimico statunitense (n. 1897 - † 1971)
- Robert Furchgott, biochimico statunitense (Charleston, n. 1916 - † 2009)
- Robert Hill, biochimico britannico (Leamington Spa, n. 1899 - Cambridge, † 1991)
- Robert William Holley, biochimico statunitense (Urbana, n. 1922 - Los Gatos, † 1993)
- Robert Bruce Merrifield, biochimico statunitense (Fort Worth, n. 1921 - † 2006)

## Biologi(7)
- Robert Briggs, biologo statunitense (n. 1911 - † 1983)
- Robert Clark, biologo e esploratore scozzese (Aberdeen, n. 1882 - Aberdeen, † 1950)
- Robert Geoffrey Edwards, biologo britannico (Manchester, n. 1925 - Cambridge, † 2013)
- Robert E. Cornish, biologo e scrittore statunitense (San Francisco, n. 1903 - San Francisco, † 1963)
- Robert Sapolsky, biologo e neuroscienziato statunitense (Brooklyn, n. 1957)
- Robert Swinhoe, biologo, ornitologo e zoologo inglese (Calcutta, n. 1836 - Londra, † 1877)
- Robert Whittaker, biologo statunitense (Wichita, n. 1920 - Ithaca, † 1980)

## Bobbisti(10)
- Robert Alt, bobbista svizzero (Glion, n. 1927 - † 2017)
- Robert Dumont, bobbista francese
- Robert Hagemes, bobbista statunitense (Allentown, n. 1935 - Allentown, † 2025)
- Robert Huscher, bobbista statunitense (Jamaica, n. 1938 - Inverness, † 2024)
- Robert Minton, bobbista statunitense (Lawrence, n. 1904 - New York, † 1974)
- Robert Mircea, bobbista e sollevatore rumeno (Costanza, n. 1999)
- Robert Mocellini, ex bobbista italiano
- Robert Olesen, ex bobbista statunitense (Chicago, n. 1967)
- Robert Schmidt, bobbista tedesco
- Robert Hargan Storey, bobbista e dirigente sportivo canadese (London, n. 1942)

## Botanici(14)
- Robert Bentley, botanico inglese (Hitchin, n. 1821 - Londra, † 1895)
- Robert Brown, botanico britannico (Montrose, n. 1773 - Londra, † 1858)
- Robert Buser, botanico svizzero (Aarau, n. 1857 - Ginevra, † 1931)
- Robert Hippolyte Chodat, botanico e micologo svizzero (Moutier, n. 1865 - Ginevra, † 1934)
- Robert Louis Dressler, botanico statunitense (Contea di Taney, n. 1927 - Cantone di Paraíso, † 2019)
- Robert Allen Dyer, botanico sudafricano (Pietermaritzburg, n. 1900 - Johannesburg, † 1987)
- Robert Emerson, botanico statunitense (New York, n. 1903 - New York, † 1959)
- Robert Kaye Greville, botanico e micologo inglese (Bishop Auckland, n. 1794 - Edimburgo, † 1866)
- Robert Hartig, botanico e micologo tedesco (Braunschweig, n. 1839 - Monaco di Baviera, † 1901)
- Robert Morison, botanico scozzese (Aberdeen, n. 1620 - Londra, † 1683)
- Robert Knud Pilger, botanico tedesco (Helgoland, n. 1876 - Berlino, † 1953)
- Robert Allen Rolfe, botanico britannico (Ruddington, n. 1855 - Kew, † 1921)
- Robert Sweet, botanico e ornitologo britannico (Torquay, n. 1783 - Chelsea, † 1835)
- Robert Wight, botanico scozzese (Milton, n. 1796 - Grazeley Lodge, † 1872)

## Briganti(1)
- Rob Roy MacGregor, brigante scozzese (Glengyle, n. 1671 - Inverlochlarig Beg, † 1734)

## Canoisti(2)
- Robert Behling, canoista tedesco (n. 1991)
- Robert Boutigny, canoista francese (Villeneuve-le-Roi, n. 1927 - Fréjus, † 2022)

## Canottieri(9)
- Robert Baetens, canottiere belga (Anversa, n. 1930 - † 2016)
- Robert Detweiler, canottiere statunitense (Centralia, n. 1930 - Orem, † 2003)
- Robert Farnan, canottiere statunitense (New York, n. 1877 - New York, † 1939)
- Robert Lücken, canottiere olandese (Amsterdam, n. 1985)
- Robbie Manson, canottiere neozelandese (Hamilton, n. 1989)
- Robert Mills, ex canottiere canadese (Halifax, n. 1957)
- Robert Morrison, canottiere britannico (Richmond upon Thames, n. 1902 - Longstanton, † 1980)
- Robert Sycz, ex canottiere polacco (Varsavia, n. 1973)
- Robert d'Heilly, canottiere francese (Parigi, n. 1876 - Asnières-sur-Seine, † 1953)

## Cantanti(32)
- Robert Berry, cantante, polistrumentista e produttore discografico statunitense (San Jose, n. 1950)
- Bobby Bland, cantante e musicista statunitense (Rosemark, n. 1930 - Memphis, † 2013)
- Barbecue Bob, cantante e chitarrista statunitense (Walnut Grove, n. 1902 - Lithonia, † 1931)
- Peabo Bryson, cantante statunitense (Greenville, n. 1951)
- Robert Calvert, cantante e poeta sudafricano (Pretoria, n. 1945 - Ramsgate, † 1988)
- Bobby Charles, cantante statunitense (Abbeville, n. 1938 - Abbeville, † 2010)
- Robert Curry, cantante statunitense (Detroit, n. 1984)
- Rob Tyner, cantante statunitense (Detroit, n. 1944 - Berkley, † 1991)
- Robert Fleischman, cantante statunitense (Los Angeles, n. 1953)
- Bob Forrest, cantante statunitense (Los Angeles, n. 1961)
- Bob Geldof, cantante, attore e attivista irlandese (Dún Laoghaire, n. 1951)
- Robert Gordon, cantante, musicista e attore statunitense (Bethesda, n. 1947 - Salamanca, † 2022)
- Robert Goulet, cantante, attore e showman statunitense (Lawrence, n. 1933 - Los Angeles, † 2007)
- Robert Haimer, cantante e musicista statunitense (Los Angeles, n. 1954 - Los Angeles, † 2023)
- Rob Halford, cantante britannico (Birmingham, n. 1951)
- Bobby Hatfield, cantante statunitense (Beaver Dam, n. 1940 - Kalamazoo, † 2003)
- Bob Hite, cantante e musicista statunitense (Torrance, n. 1943 - Tallahassee, † 1981)
- Bobby Kimball, cantante statunitense (Orange, n. 1947)
- Robert Knight, cantante statunitense (Franklin, n. 1940 - Nashville, † 2017)
- Bert McCracken, cantante statunitense (Provo, n. 1982)
- Bobby McFerrin, cantante, compositore e direttore d'orchestra statunitense (New York, n. 1950)
- Bob Mould, cantante, chitarrista e produttore discografico statunitense (Malone, n. 1960)
- Robert Nighthawk, cantante e musicista statunitense (Helena, n. 1909 - Helena, † 1967)
- Rob de Nijs, cantante olandese (Amsterdam, n. 1942 - Bennekom, † 2025)
- Willie Nile, cantante, compositore e chitarrista statunitense (Buffalo, n. 1948)
- Robert Palmer, cantante britannico (Batley, n. 1949 - Parigi, † 2003)
- Robert Sapolsky, cantante statunitense (n. 1964)
- Bobby Sherman, cantante e attore statunitense (Santa Monica, n. 1943 - Los Angeles, † 2025)
- Rob Swire, cantante, polistrumentista e produttore discografico australiano (Perth, n. 1982)
- Scott Weinrich, cantante e chitarrista statunitense (Rockville, n. 1960)
- Chick Willis, cantante e chitarrista statunitense (Contea di Monroe, n. 1934 - Forsyth, † 2013)
- Rob Zombie, cantante, regista e sceneggiatore statunitense (Haverhill, n. 1965)

## Cantautori(23)
- Bobby Bare, cantautore statunitense (Ironton, n. 1935)
- Bobby Caldwell, cantautore, polistrumentista e compositore statunitense (New York, n. 1951 - Great Meadows, † 2023)
- Bob Crewe, cantautore e produttore discografico statunitense (Newark, n. 1931 - Scarborough, † 2014)
- Bobby Day, cantautore statunitense (Forth Worth, n. 1928 - † 1990)
- Robert Del Naja, cantautore, polistrumentista e writer britannico (Brighton, n. 1965)
- Robert Forster, cantautore e chitarrista australiano (Brisbane, n. 1957)
- Bobby Goldsboro, cantautore statunitense (Marianna, n. 1941)
- Robert Johnson, cantautore e chitarrista statunitense (Hazlehurst, n. 1911 - Greenwood, † 1938)
- Robert Earl Keen, cantautore statunitense (Houston, n. 1956)
- R. Kelly, cantautore, produttore discografico e criminale statunitense (Chicago, n. 1967)
- Bob Marley, cantautore, chitarrista e attivista giamaicano (Nine Mile, n. 1945 - Miami, † 1981)
- Michael Nesmith, cantautore e produttore cinematografico statunitense (Houston, n. 1942 - Carmel Valley Village, † 2021)
- Robert Plant, cantautore, musicista e compositore britannico (West Bromwich, n. 1948)
- Robert Pollard, cantautore e chitarrista statunitense (Dayton, n. 1957)
- Robert Post, cantautore norvegese (Langevåg, n. 1979)
- Zoogz Rift, cantautore statunitense (Paterson, n. 1953 - † 2011)
- Kid Rock, cantautore, polistrumentista e rapper statunitense (Romeo, n. 1971)
- Bob Seger, cantautore, chitarrista e pianista statunitense (Detroit, n. 1945)
- Robert Smith, cantautore e polistrumentista britannico (Blackpool, n. 1959)
- Rob Thomas, cantautore statunitense (Landstuhl, n. 1972)
- Robert Westerholt, cantautore, chitarrista e compositore olandese (Waddinxveen, n. 1975)
- Robbie Williams, cantautore e showman britannico (Stoke-on-Trent, n. 1974)
- Bobby Womack, cantautore e chitarrista statunitense (Cleveland, n. 1944 - Tarzana, † 2014)

## Cardinali(9)
- Robert Curson, cardinale inglese (Derbyshire - Damietta, † 1219)
- Robert Guibé, cardinale francese (Vitré, n. 1460 - Roma, † 1513)
- Robert Hallam, cardinale e vescovo cattolico britannico (Oxford - Gottlieben, † 1417)
- Robert Kilwardby, cardinale inglese (Viterbo, † 1279)
- Robert de Lénoncourt, cardinale e arcivescovo cattolico francese (Lenoncourt - La Charité-sur-Loire, † 1561)
- Robert Walter McElroy, cardinale e arcivescovo cattolico statunitense (San Francisco, n. 1954)
- Robert Pullen, cardinale, teologo e filosofo inglese (Sherborne - Viterbo)
- Robert Sarah, cardinale e arcivescovo cattolico guineano (Ourous, n. 1945)
- Robert Somercotes, cardinale inglese (Somercotes - Roma, † 1241)

## Cavalieri(1)
- Robert Borg, cavaliere statunitense (Manila, n. 1913 - † 2005)

## Chimici(20)
- Robert Banks, chimico statunitense (Piedmont, n. 1921 - † 1989)
- Robert Behrend, chimico tedesco (Harburg, n. 1856 - Hannover, † 1926)
- Robert Boyle, chimico, fisico e inventore irlandese (Lismore, n. 1627 - Londra, † 1691)
- Robert Wilhelm Bunsen, chimico e fisico tedesco (Gottinga, n. 1811 - Heidelberg, † 1899)
- Robert Sidney Cahn, chimico britannico (Hampstead, n. 1899 - † 1981)
- Robert Chesebrough, chimico e inventore statunitense (Londra, n. 1837 - Spring Lake, † 1933)
- Robert Curl, chimico statunitense (Alice, n. 1933 - Houston, † 2022)
- Robert Beckett Denison, chimico britannico (Huddersfield, n. 1879 - Pietermaritzburg, † 1951)
- Robert Grubbs, chimico statunitense (Calvert City, n. 1942 - Duarte, † 2021)
- Robert Hare, chimico e inventore statunitense (Filadelfia, n. 1781 - Filadelfia, † 1858)
- Robert Havemann, chimico tedesco (Monaco di Baviera, n. 1910 - Grünheide, † 1982)
- Robert A. Holton, chimico statunitense (Fayetteville, n. 1944 - Tallahassee, † 2025)
- Robert Huber, chimico tedesco (Monaco di Baviera, n. 1937)
- Robert Kane, chimico irlandese (Dublino, n. 1809 - Dublino, † 1890)
- Robert H. Krieble, chimico e imprenditore statunitense (Worcester, n. 1916 - Old Lyme, † 1997)
- Robert Parr, chimico statunitense (Chicago, n. 1921 - Chapel Hill, † 2017)
- Robert Robinson, chimico inglese (Rufford Farm, n. 1886 - Great Missenden, † 1975)
- Robert Schiff, chimico tedesco (Francoforte sul Meno, n. 1854 - Massa, † 1940)
- Robert Whytlaw-Gray, chimico britannico (Hampstead, n. 1877 - Welwyn Garden City, † 1958)
- Robert Burns Woodward, chimico statunitense (Boston, n. 1917 - Cambridge, † 1979)

## Chirurghi(7)
- Robert Adams, chirurgo irlandese (Dublino, n. 1791 - Dublino, † 1875)
- Robert Bayley Osgood, chirurgo statunitense (Salem, n. 1873 - Boston, † 1956)
- Robert Giffard, chirurgo francese (Mortagne-au-Perche, n. 1587 - Québec, † 1668)
- Robert Knox, chirurgo scozzese (Edimburgo, n. 1791 - † 1862)
- Robert Michaelis von Olshausen, chirurgo e ginecologo tedesco (Kiel, n. 1835 - Berlino, † 1915)
- Robert J. White, chirurgo statunitense (Duluth, n. 1926 - Geneva, † 2010)
- Robert Friedrich Wilms, chirurgo tedesco (Choszczno, n. 1824 - Berlino, † 1880)

## Chitarristi(17)
- Bobby Bandiera, chitarrista e cantante statunitense (n. 1952)
- R. L. Burnside, chitarrista e cantante statunitense (Harmontown, n. 1926 - Memphis, † 2005)
- Rob Caggiano, chitarrista statunitense (New York, n. 1976)
- Robert Cray, chitarrista e cantante statunitense (Columbus, n. 1953)
- Robin Finck, chitarrista statunitense (Marietta, n. 1971)
- Robert Fripp, chitarrista, polistrumentista e compositore britannico (Wimborne Minster, n. 1946)
- Robert Hanrahan, chitarrista e compositore australiano (Melbourne, n. 1969)
- Robby Krieger, chitarrista statunitense (West Hollywood, n. 1946)
- Robert Lockwood Jr., chitarrista e cantante statunitense (Arkansas, n. 1915 - Cleveland, † 2006)
- Rob Marcello, chitarrista svedese (Örebro, n. 1977)
- Mick Mars, chitarrista statunitense (Terre Haute, n. 1951)
- Robert Quine, chitarrista statunitense (Akron, n. 1942 - New York, † 2004)
- Kane Roberts, chitarrista statunitense (Boston, n. 1962)
- Bob Rock, chitarrista, bassista e produttore discografico canadese (Vancouver, n. 1954)
- Robert Sarzo, chitarrista e compositore cubano (L'Avana, n. 1958)
- Bob Wootton, chitarrista statunitense (Paris, n. 1942 - Gallatin, † 2017)
- Robert Young, chitarrista e bassista britannico (Glasgow, n. 1964 - Hove, † 2014)

## Ciclisti(1)
- Robert Marchand, ciclista francese (Amiens, n. 1911 - Mitry-Mory, † 2021)

## Ciclisti su strada(29)
- Robert Alban, ex ciclista su strada e ciclocrossista francese (Saint-André-d'Huiriat, n. 1952)
- Robert Bouloux, ex ciclista su strada francese (Ploubalay, n. 1947)
- Rob Britton, ex ciclista su strada canadese (Regina, n. 1984)
- Robert Charpentier, ciclista su strada francese (Maule, n. 1916 - Issy-les-Moulineaux, † 1966)
- Robert Donaldson, ciclista su strada britannico (n. 2002)
- Robert Dorgebray, ciclista su strada francese (Nesles-la-Vallée, n. 1912 - Parigi, † 2005)
- Robert Forest, ex ciclista su strada francese (Tolosa, n. 1961)
- Robert Förster, ex ciclista su strada tedesco (Markkleeberg, n. 1978)
- Robert Gesink, ex ciclista su strada olandese (Varsseveld, n. 1986)
- Robert Grondelaers, ciclista su strada belga (Opglabbeek, n. 1933 - Opglabbeek, † 1989)
- Robert Hagmann, ex ciclista su strada svizzero (Bellach, n. 1942)
- Robert Hunter, ex ciclista su strada e dirigente sportivo sudafricano (Johannesburg, n. 1977)
- Robert Jacquinot, ciclista su strada francese (Aubervilliers, n. 1893 - Bobigny, † 1980)
- Robert Kišerlovski, ex ciclista su strada croato (Čačak, n. 1986)
- Robert Lelangue, ex ciclista su strada e dirigente sportivo belga (Etterbeek, n. 1940)
- Bob Maitland, ciclista su strada britannico (Birmingham, n. 1924 - Metz, † 2010)
- Robbie McEwen, ex ciclista su strada australiano (Brisbane, n. 1972)
- Robert Mintkiewicz, ex ciclista su strada francese (Douchy-les-Mines, n. 1947)
- Robert Naeye, ciclista su strada, pistard e dirigente sportivo belga (Woluwe-Saint-Lambert, n. 1917 - Schaerbeek, † 1988)
- Robert Oubron, ciclista su strada e ciclocrossista francese (Parigi, n. 1913 - Parigi, † 1989)
- Robert Power, ex ciclista su strada australiano (Perth, n. 1995)
- Robert Reboul, ciclista su strada belga (Parigi, n. 1893 - Parigi, † 1969)
- Robert Stannard, ciclista su strada australiano (Sydney, n. 1998)
- Robert Tanneveau, ciclista su strada francese (Saulx-les-Chartreux, n. 1911 - Parigi, † 1993)
- Robert Van Eenaeme, ciclista su strada e pistard belga (Gand, n. 1916 - Marche-en-Famenne, † 1959)
- Robert Varnajo, ciclista su strada e pistard francese (Curzon, n. 1929 - La Roche-sur-Yon, † 2024)
- Robert Vrečer, ex ciclista su strada e mountain biker sloveno (Celje, n. 1980)
- Robert Wierinckx, ciclista su strada belga (Ixelles, n. 1915 - Rixensart, † 2002)
- Robert Zimmermann, ciclista su strada e pistard svizzero (Zurigo, n. 1912 - Zurigo, † 2006)

## Comici(7)
- Bo Burnham, comico, attore e cantautore statunitense (Hamilton, n. 1990)
- Robert Klein, comico, attore e cantante statunitense (New York, n. 1942)
- Rob Riggle, comico e attore statunitense (Louisville, n. 1970)
- Robert Schimmel, comico e cabarettista statunitense (New York, n. 1950 - Scottsdale, † 2010)
- Rob Schneider, comico, attore e sceneggiatore statunitense (San Francisco, n. 1963)
- Robert Webb, comico, attore e scrittore britannico (Boston, n. 1972)
- Woody Woodbury, comico, attore e conduttore televisivo statunitense (Saint Paul, n. 1924)

## Compositori(35)
- Robert Ashley, compositore statunitense (Ann Arbor, n. 1930 - Manhattan, † 2014)
- Robert Russell Bennett, compositore e arrangiatore statunitense (Kansas City, n. 1894 - New York, † 1981)
- Robert Cambert, compositore francese (Parigi, n. 1628 - Londra, † 1677)
- Robert Carli, compositore e sassofonista canadese (Toronto, n. 1970)
- Bob Chilcott, compositore, direttore di coro e cantante britannico (Plymouth, n. 1955)
- Bob Cole, compositore, attore e drammaturgo statunitense (Athens, n. 1868 - † 1911)
- Rob Dougan, compositore, disc jockey e cantante australiano (Sydney, n. 1969)
- Robert Drasnin, compositore e musicista statunitense (Charleston, n. 1927 - Tarzana, † 2015)
- Robert Duncan, compositore canadese (Toronto, n. 1973)
- Robert Fayrfax, compositore inglese (Deeping Gate, n. 1464 - St Albans, † 1521)
- Robert Fuchs, compositore e insegnante austriaco (Frauental an der Laßnitz, n. 1847 - Vienna, † 1927)
- Robert Gass, compositore statunitense (n. 1948)
- Robert Gilbert, compositore e attore tedesco (Amburgo, n. 1899 - Minusio, † 1978)
- Robert Görl, compositore tedesco (Monaco di Baviera, n. 1955)
- Dave Grusin, compositore e pianista statunitense (Littleton, n. 1934)
- Robert Gulya, compositore ungherese (Gyöngyös, n. 1973)
- Robert Holmes, compositore statunitense
- Robert Johnson, compositore inglese († 1634)
- Robert Kajanus, compositore e direttore d'orchestra finlandese (Helsinki, n. 1856 - Helsinki, † 1933)
- Robert A. King, compositore e paroliere statunitense (New York, n. 1862 - New York, † 1932)
- Robert W. Mann, compositore e docente statunitense (Sandwich, n. 1925 - Roma, † 2010)
- R. Stevie Moore, compositore, polistrumentista e cantautore statunitense (Nashville, n. 1952)
- Robert Parsons, compositore e cantore inglese († 1571)
- Robert Paterson, compositore, direttore d'orchestra e percussionista statunitense (Buffalo, n. 1970)
- Robert Lucas de Pearsall, compositore britannico (Bristol, n. 1795 - Rorschacherberg, † 1856)
- Robert Rich, compositore statunitense (Menlo Park, n. 1963)
- Robert Schumann, compositore, pianista e critico musicale tedesco (Zwickau, n. 1810 - Endenich, † 1856)
- Robert B. Sherman, compositore e paroliere statunitense (New York City, n. 1925 - Londra, † 2012)
- Robert Siohan, compositore e direttore d'orchestra francese (Parigi, n. 1894 - Parigi, † 1985)
- Robert Starer, compositore, pianista e docente austriaco (Vienna, n. 1924 - Kingston, † 2001)
- Robert Stolz, compositore e direttore d'orchestra austriaco (Graz, n. 1880 - Berlino, † 1975)
- Waddy Wachtel, compositore, produttore discografico e chitarrista statunitense (New York, n. 1947)
- Robert Wells, compositore, pianista e cantante svedese (Stoccolma, n. 1962)
- Robert White, compositore inglese (Londra - † 1574)
- Robert Ian Winstin, compositore, direttore d'orchestra e pianista statunitense (Chicago, n. 1959 - Virginia, † 2010)

## Compositori di scacchi(1)
- Robert Braune, compositore di scacchi austriaco (Gottschee, n. 1845 - Gottschee, † 1924)

## Condottieri(1)
- Robert Fitzwalter, condottiero e nobile inglese († 1235)

## Conduttori radiofonici(1)
- Jeremy Mansfield, conduttore radiofonico, conduttore televisivo e doppiatore sudafricano (Grahamstown, n. 1963 - † 2022)

## Conduttori televisivi(2)
- Bob Barker, conduttore televisivo, attore e attivista statunitense (Darrington, n. 1923 - Los Angeles, † 2023)
- Bob Goen, conduttore televisivo statunitense (Long Beach, n. 1954)

## Coreografi(1)
- Robert Cohan, coreografo e ballerino statunitense (New York, n. 1925 - Londra, † 2021)

## Corsari(1)
- Robert Surcouf, corsaro francese (Saint-Malo, n. 1773 - Saint-Malo, † 1827)

## Cosmologi(1)
- Robert Herman, cosmologo statunitense (New York, n. 1914 - Austin, † 1997)

## Costumisti(1)
- Robert Edmond Jones, costumista, scenografo e regista teatrale statunitense (Milton, n. 1887 - Milton, † 1954)

## Crickettisti(2)
- Robert Horne, crickettista britannico
- Bob Woolmer, crickettista inglese (Kanpur, n. 1948 - Kingston, † 2007)

## Criminali(3)
- Butch Cassidy, criminale statunitense (Beaver, n. 1866 - San Vicente, † 1908)
- Robert Spears, criminale statunitense (n. 1894 - Dallas, † 1969)
- Robert Stroud, criminale e ornitologo statunitense (Seattle, n. 1890 - Springfield, † 1963)

## Critici cinematografici(1)
- Robert Benayoun, critico cinematografico e scrittore francese (Kenitra, n. 1926 - Parigi, † 1996)

## Critici d'arte(1)
- Robert Hughes, critico d'arte e saggista australiano (Sydney, n. 1938 - New York, † 2012)

## Critici letterari(2)
- Robert Alter, critico letterario e traduttore statunitense (New York, n. 1935)
- Robert Ross, critico letterario e giornalista canadese (Tours, n. 1869 - Londra, † 1918)

## Critici musicali(1)
- Robert Shelton, critico musicale e critico cinematografico statunitense (Chicago, n. 1926 - Brighton, † 1995)

## Cuochi(1)
- Robert Irvine, cuoco e personaggio televisivo britannico (Salisbury, n. 1965)

## Danzatori(4)
- Robert Alton, danzatore, coreografo e regista statunitense (Bennington, n. 1906 - Los Angeles, † 1957)
- Robert Helpmann, ballerino, attore e coreografo australiano (Mount Gambier, n. 1909 - Sydney, † 1986)
- Robert Joffrey, ballerino, coreografo e produttore teatrale statunitense (Seattle, n. 1930 - New York, † 1988)
- Robert North, danzatore, coreografo e insegnante statunitense (Charleston, n. 1945)

## Danzatori su ghiaccio(1)
- Robert McCall, danzatore su ghiaccio canadese (Halifax, n. 1958 - Ottawa, † 1991)

## Dermatologi(1)
- Robert Douglas Sweet, dermatologo britannico (Weybridge, n. 1917 - † 2001)

## Designer(3)
- Robert Jankel, designer britannico (Londra, n. 1938 - † 2005)
- Robert Opron, designer francese (Amiens, n. 1932 - Antony, † 2021)
- Robert Stadler, designer austriaco (Vienna, n. 1966)

## Diplomatici(8)
- Robert Adair, diplomatico inglese (n. 1763 - † 1855)
- R. Nicholas Burns, diplomatico e ambasciatore statunitense (Buffalo, n. 1956)
- Robert Sidney Foster, diplomatico e politico britannico (Londra, n. 1913 - Cambridge, † 2005)
- Robert Hankey, II barone Hankey, diplomatico inglese (n. 1905 - † 1996)
- Robert Hart, I Baronetto, diplomatico britannico (Portadown, n. 1835 - † 1911)
- Robert E. Lamb, diplomatico statunitense (Atlanta, n. 1936)
- Robert Ker Porter, diplomatico, viaggiatore e pittore scozzese (Durham, n. 1777 - San Pietroburgo, † 1842)
- Sargent Shriver, diplomatico, politico e attivista statunitense (Westminster, n. 1915 - Bethesda, † 2011)

## Direttori artistici(2)
- Robert Battle, direttore artistico, coreografo e ex ballerino statunitense (Jacksonville, n. 1970)
- Robert de Warren, direttore artistico e ex ballerino britannico (Montevideo, n. 1933)

## Direttori d'orchestra(7)
- Robert Craft, direttore d'orchestra e scrittore statunitense (Kingston, n. 1923 - Gulf Stream, † 2015)
- Robert Folk, direttore d'orchestra e compositore statunitense (New York, n. 1949)
- Robert Heger, direttore d'orchestra e compositore tedesco (Strasburgo, n. 1886 - Monaco di Baviera, † 1978)
- Robert Irving, direttore d'orchestra britannico (Winchester, n. 1913 - Winchester, † 1991)
- Robert King, direttore d'orchestra inglese (Wombourne, n. 1960)
- Robert Spano, direttore d'orchestra e pianista statunitense (Conneaut, Contea di Ashtabula, Ohio, n. 1961)
- Robert Strassburg, direttore d'orchestra, compositore e musicologo statunitense (Brooklyn, n. 1915 - Laguna Woods, † 2003)

## Direttori della fotografia(12)
- Robert Baberske, direttore della fotografia tedesco (Berlino, n. 1900 - Berlino, † 1958)
- Robert Burks, direttore della fotografia statunitense (Chino, n. 1909 - Newport Beach, † 1968)
- Robert De Grasse, direttore della fotografia statunitense (Maplewood, n. 1900 - Newport Beach, † 1971)
- Robert Elswit, direttore della fotografia statunitense (Los Angeles, n. 1950)
- Robert Fraisse, direttore della fotografia francese (Parigi, n. 1940)
- Robert Krasker, direttore della fotografia australiano (Perth, n. 1913 - Londra, † 1981)
- Robert Martin, direttore della fotografia statunitense (Indiana, n. 1891 - Los Angeles, † 1980)
- Robert Newhard, direttore della fotografia statunitense (Allentown, n. 1884 - Los Angeles, † 1945)
- Robert Paynter, direttore della fotografia britannico (Londra, n. 1928 - Isola di Wight, † 2010)
- Robert Richardson, direttore della fotografia statunitense (Hyannis, n. 1955)
- Robert Yeoman, direttore della fotografia e regista statunitense (Erie, n. 1951)
- Roberto de Chomón-Ruiz, direttore della fotografia francese (Parigi, n. 1897 - Torino, † 1957)

## Direttori di coro(1)
- Robert Shaw, direttore di coro e direttore d'orchestra statunitense (Red Bluff, n. 1916 - New Haven, † 1999)

## Dirigenti d'azienda(5)
- Robert K. Kraft, dirigente d'azienda e dirigente sportivo statunitense (Brookline, n. 1941)
- Robert Anthony Lutz, dirigente d'azienda svizzero (Zurigo, n. 1932)
- Robert McNamara, dirigente d'azienda, politico e banchiere statunitense (San Francisco, n. 1916 - Washington, † 2009)
- Robert Smith, dirigente d'azienda scozzese (Glasgow, n. 1944)
- Robert Trump, dirigente d'azienda statunitense (New York, n. 1948 - New York, † 2020)

## Dirigenti sportivi(7)
- Rob Blake, dirigente sportivo e ex hockeista su ghiaccio canadese (Simcoe, n. 1969)
- Robert Huth, dirigente sportivo e ex calciatore tedesco (Berlino, n. 1984)
- Robbie Middleby, dirigente sportivo e ex calciatore australiano (Newcastle, n. 1975)
- Bob Myers, dirigente sportivo e ex cestista statunitense (Danville, n. 1975)
- Robert Nilsson, dirigente sportivo e ex calciatore norvegese (Fredrikstad, n. 1949)
- Buzz Peterson, dirigente sportivo, allenatore di pallacanestro e ex cestista statunitense (Asheville, n. 1963)
- Robert Wagner, dirigente sportivo e ex ciclista su strada tedesco (Magdeburgo, n. 1983)

## Disc jockey(4)
- Rob Swift, disc jockey statunitense
- Bobbito García, disc jockey, produttore discografico e attore portoricano (New York City, n. 1967)
- Robert Gitelman, disc-jockey israeliano (Tel Aviv, n. 1972)
- Robert Hood, disc jockey statunitense (Detroit, Michigan, n. 1965)

## Discoboli(3)
- Robert Harting, discobolo tedesco (Cottbus, n. 1984)
- Robert Urbanek, discobolo polacco (Łęczyca, n. 1987)
- Robert Weir, ex discobolo e martellista britannico (Birmingham, n. 1961)

## Disegnatori(3)
- Robert Graysmith, disegnatore e scrittore statunitense (Pensacola, n. 1942)
- Robert Kalina, disegnatore austriaco (Vienna, n. 1955)
- Robert Ripley, disegnatore, imprenditore e antropologo statunitense (Santa Rosa, n. 1890 - New York, † 1949)

## Doppiatori(2)
- Bob Bergen, doppiatore statunitense (St. Louis, n. 1964)
- Robbie Daymond, doppiatore statunitense (Chesterfield, n. 1982)

## Drammaturghi(5)
- Robert Montgomery Bird, drammaturgo, romanziere e giornalista statunitense (New Castle, n. 1806 - Filadelfia, † 1854)
- Robert Bolt, drammaturgo e sceneggiatore britannico (Sale, n. 1924 - Petersfield, † 1995)
- Robert de Flers, drammaturgo e critico letterario francese (Pont-l'Évêque, n. 1872 - Vittel, † 1927)
- Robert Greene, drammaturgo britannico (Norwich, n. 1558 - Londra, † 1592)
- Robert E. Sherwood, commediografo e sceneggiatore statunitense (New Rochelle, n. 1896 - New York, † 1955)

## Economisti(20)
- Robert N. Anthony, economista statunitense (Orange, n. 1916 - Hanover, † 2006)
- Robert Bates, economista statunitense (n. 1942)
- Robert Dudley Baxter, economista britannico (Doncaster, n. 1827 - Hampstead, † 1875)
- Robert Costanza, economista statunitense (Pittsburgh, n. 1950)
- Robert Engle, economista e statistico statunitense (Syracuse, n. 1942)
- Robert Fogel, economista e storico statunitense (New York, n. 1926 - Oak Lawn, † 2013)
- Robert Giffen, economista e statistico scozzese (Strathaven, n. 1837 - Fort Augustus, † 1910)
- Robert M. Grant, economista britannico (Bristol, n. 1948)
- Robert Higgs, economista statunitense (n. 1944)
- Robert Kaplan, economista statunitense (New York, n. 1940)
- Robert Lucas, economista statunitense (Yakima, n. 1937 - Chicago, † 2023)
- Robert Marjolin, economista e politico francese (Parigi, n. 1911 - Parigi, † 1986)
- Robin C. Matthews, economista e compositore di scacchi britannico (Edimburgo, n. 1927 - Cambridge, † 2010)
- Robert Merton, economista statunitense (New York, n. 1944)
- Robert Mundell, economista canadese (Kingston, n. 1932 - Siena, † 2021)
- Robert P. Murphy, economista statunitense (New York, n. 1976)
- Robert Harry Inglis Palgrave, economista britannico (Londra, n. 1827 - Bournemouth, † 1919)
- Robert Shiller, economista statunitense (Detroit, n. 1946)
- Robert Solow, economista statunitense (New York, n. 1924 - Lexington, † 2023)
- Robert B. Wilson, economista statunitense (Geneva, n. 1937)

## Editori(1)
- Robert Estienne, editore, filologo classico e grammatico francese (Parigi, n. 1503 - Ginevra, † 1559)

## Educatori(1)
- Cyril Potter, educatore, insegnante e compositore guyanese (Graham's Hall, n. 1899 - † 1981)

## Egittologi(1)
- Bob Brier, egittologo statunitense (New York, n. 1943)

## Entomologi(1)
- Robert McLachlan, entomologo inglese (Ongar, n. 1837 - Lewisham, † 1904)

## Erpetologi(2)
- Robert Mertens, erpetologo tedesco (San Pietroburgo, n. 1894 - Germania, † 1975)
- Robert Webb, erpetologo statunitense (Long Beach, n. 1927 - † 2018)

## Esploratori(8)
- Robert Bartlett, esploratore statunitense (Brigus, n. 1875 - New York, † 1946)
- Robert O'Hara Burke, esploratore irlandese (Saint Cleram, n. 1820 - Cooper Creek, † 1861)
- Robert Bylot, esploratore britannico
- Robert Fortune, esploratore e botanico britannico (Kelloe, n. 1812 - Londra, † 1880)
- Robert Hay, esploratore, antiquario e egittologo scozzese (Duns, n. 1799 - Amisfield, † 1863)
- Robert McClure, esploratore irlandese (Wexford, n. 1807 - Portsmouth, † 1873)
- Robert Edwin Peary, esploratore statunitense (Cresson, n. 1856 - Washington, † 1920)
- Robert Hermann Schomburgk, esploratore e naturalista tedesco (Freyburg, n. 1804 - Berlino, † 1865)

## Etologi(1)
- Robert Seyfarth, etologo e scrittore statunitense (Chicago, n. 1948)

## Filantropi(1)
- Robert Mayer, filantropo e banchiere tedesco (Mannheim, n. 1879 - † 1985)

## Filologi(3)
- Robert Seymour Conway, filologo classico e glottologo britannico (Stoke Newington, n. 1864 - Londra, † 1933)
- Robert Hollander, filologo statunitense (Manhattan, n. 1933 - Hawaii, † 2021)
- Robert Priebsch, filologo tedesco (Tanvald, n. 1866 - Perchtoldsdorf, † 1935)

## Filosofi(15)
- Robert Allinson, filosofo statunitense (n. 1942)
- Robert Brandom, filosofo statunitense (n. 1950)
- Robert Brisart, filosofo belga (n. 1953 - Ottignies-Louvain-la-Neuve, † 2015)
- Robert Filmer, filosofo inglese (East Sutton, n. 1588 - East Sutton, † 1653)
- Robert Edward Freeman, filosofo e insegnante statunitense (Columbus, n. 1951)
- Robert Gaguin, filosofo e umanista francese (Calonne-Ricouart, n. 1433 - Parigi, † 1501)
- Robert L. Holmes, filosofo statunitense (Stato di New York, n. 1935)
- Robert Kurz, filosofo e giornalista tedesco (Norimberga, n. 1943 - Norimberga, † 2012)
- Robert Muller, filosofo e politico belga (Waimes, n. 1923 - † 2010)
- Robert Nozick, filosofo statunitense (New York, n. 1938 - Cambridge, † 2002)
- Robert Buford Pippin, filosofo statunitense (Portsmouth, n. 1948)
- Robert Redeker, filosofo e scrittore francese (Lescure, n. 1954)
- Robert Spaemann, filosofo e teologo tedesco (Berlino, n. 1927 - Stoccarda, † 2018)
- Robert Stalnaker, filosofo statunitense (n. 1940)
- Robert von Zimmermann, filosofo austriaco (Praga, n. 1824 - Praga, † 1898)

## Fisarmonicisti(1)
- Robert Davine, fisarmonicista e insegnante statunitense (Denver, n. 1924 - Denver, † 2001)

## Fisici(26)
- Robert Aymar, fisico francese (Orano, n. 1936 - Sainte-Foy-lès-Lyon, † 2024)
- Robert Brout, fisico belga (New York, n. 1928 - Bruxelles, † 2011)
- Robert W. Bussard, fisico statunitense (New York, n. 1928 - Santa Fe, † 2007)
- Robert Cornog, fisico e ingegnere statunitense (Portland, n. 1912 - Santa Monica, † 1998)
- Robert Dicke, fisico statunitense (Saint Louis, n. 1916 - Princeton, † 1997)
- Robert Fischell, fisico e inventore statunitense (New York, n. 1929)
- Robert L. Forward, fisico e scrittore statunitense (Geneva, n. 1932 - Whidbey Island, † 2002)
- Robert Geroch, fisico e matematico statunitense (n. 1942)
- Robert Hofstadter, fisico statunitense (New York, n. 1915 - Stanford, † 1990)
- Robert Hooke, fisico, biologo e geologo inglese (Freshwater, n. 1635 - Londra, † 1703)
- Robert Jastrow, fisico e astronomo statunitense (New York, n. 1925 - Contea di Arlington, † 2008)
- Robert Jedicke, fisico e astronomo canadese (Niagara Falls, n. 1963)
- Robert Kraichnan, fisico statunitense (Filadelfia, n. 1928 - Santa Fe, † 2008)
- Robert Laughlin, fisico statunitense (Visalia, n. 1950)
- Robert Marshak, fisico statunitense (New York, n. 1916 - Cancun, † 1992)
- Robert Millikan, fisico statunitense (Morrison, n. 1868 - San Marino, California, † 1953)
- Robert Mills, fisico statunitense (Englewood, n. 1927 - Charleston, † 1999)
- Robert Mulliken, fisico e chimico statunitense (Newburyport, n. 1896 - Arlington, † 1986)
- Robert Coleman Richardson, fisico statunitense (Washington, n. 1937 - Ithaca, † 2013)
- Robert Serber, fisico statunitense (Filadelfia, n. 1909 - New York, † 1977)
- Robert John Strutt Rayleigh, fisico inglese (Terling, n. 1875 - Braintree, † 1947)
- Robert Van de Graaff, fisico e inventore statunitense (Tuscaloosa, n. 1901 - Boston, † 1967)
- Robert Wald, fisico statunitense (n. 1947)
- Robert Weryk, fisico e astronomo canadese (n. 1981)
- Robert Rathbun Wilson, fisico e scultore statunitense (Frontier, n. 1914 - Ithaca, † 2000)
- Robert Williams Wood, fisico e inventore statunitense (Concord, n. 1868 - Amityville, † 1955)

## Fotografi(14)
- Robert Adams, fotografo statunitense (Orange, n. 1937)
- Robert Henry Bartlett, fotografo neozelandese (Burnham, n. 1842 - Sydney, † 1911)
- Bob Campbell, fotografo britannico (Inghilterra, n. 1930 - Nairobi, † 2014)
- Robert Capa, fotografo ungherese (Budapest, n. 1913 - provincia di Thai Binh, † 1954)
- Robert Demachy, fotografo francese (Saint-Germain-en-Laye, n. 1859 - Hennequeville, † 1936)
- Robert Doisneau, fotografo francese (Gentilly, n. 1912 - Parigi, † 1994)
- Robert Frank, fotografo e regista svizzero (Zurigo, n. 1924 - Inverness, † 2019)
- Robert Freeman, fotografo e grafico britannico (Londra, n. 1936 - Londra, † 2019)
- Robert Turnbull Macpherson, fotografo scozzese (Dalkeith, n. 1814 - Roma, † 1872)
- Robert Mapplethorpe, fotografo statunitense (New York, n. 1946 - Boston, † 1989)
- Bob Mizer, fotografo e regista statunitense (Idaho, n. 1922 - Los Angeles, † 1992)
- Robert Parkeharrison, fotografo statunitense (Contea di Pulaski, n. 1968)
- Robert Rive, fotografo francese (Breslavia, n. 1817 - Torre del Greco, † 1868)
- Robert Surtees, fotografo e direttore della fotografia statunitense (Covington, n. 1906 - Monterey, † 1985)

## Fumettisti(11)
- Robert Bagage, fumettista francese (Lione, n. 1916 - Lione, † 2002)
- Chance Browne, fumettista, musicista e pittore statunitense (New York, n. 1948 - Danbury, † 2024)
- Robert Crumb, fumettista statunitense (Filadelfia, n. 1943)
- Bob Harras, fumettista e curatore editoriale statunitense (n. 1959)
- Robert Kanigher, fumettista e editore statunitense (n. 1915 - Fishkill, † 2002)
- Bob Karp, fumettista statunitense (n. 1911 - † 1975)
- Robert Kirkman, fumettista statunitense (Richmond, n. 1978)
- John Kovalic, fumettista e illustratore statunitense (Manchester, n. 1962)
- Rob Liefeld, fumettista e curatore editoriale statunitense (Anaheim, n. 1967)
- Bob Montana, fumettista statunitense (Stockton, n. 1920 - Meredith, † 1975)
- Bob de Moor, fumettista belga (Anversa, n. 1925 - Bruxelles, † 1992)

## Funzionari(1)
- Robert Torrens, funzionario britannico (Irlanda, n. 1780 - † 1864)

## Generali(20)
- Robert Abercromby, generale inglese (n. 1740 - Airthrey, † 1827)
- Robert Anderson, generale statunitense (Louisville, n. 1805 - Nizza, † 1871)
- Robert Baden-Powell, generale, educatore e scrittore britannico (Londra, n. 1857 - Nyeri, † 1941)
- Robert Brooke-Popham, generale britannico (Mendelsham, n. 1878 - Halton, † 1953)
- Robert Clive, generale e politico inglese (Market Drayton, n. 1725 - Londra, † 1774)
- Robert Guillaume Dillon, generale francese (Blanquefort, n. 1754 - Parigi, † 1839)
- Robert George, generale e politico britannico (Cromarty, n. 1896 - Londra, † 1967)
- Robert Ritter von Greim, generale e aviatore tedesco (Bayreuth, n. 1892 - Salisburgo, † 1945)
- Robert B. Johnston, generale statunitense (Edimburgo, n. 1937 - † 2023)
- Robert Laycock, generale britannico (Londra, n. 1907 - Londra, † 1968)
- Robert Edward Lee, generale statunitense (Stratford Hall Plantation, n. 1807 - Lexington, † 1870)
- Robert Henry MacFarlane, generale britannico (Calcutta, n. 1771)
- Robert Monckton, generale e politico britannico (Yorkshire, n. 1726 - Londra, † 1782)
- Robert Monro, generale scozzese (Obsdale - Comber)
- Robert Georges Nivelle, generale francese (Tulle, n. 1856 - Parigi, † 1924)
- Robert O'Callaghan, generale e politico britannico (Dublino, n. 1777 - Londra, † 1840)
- Robert Ransom, generale statunitense (Contea di Warren, n. 1828 - New Bern, † 1892)
- Robert Saundby, generale e aviatore inglese (Birmingham, n. 1886 - Hamstead Marshall, † 1971)
- Edward Somerset, generale britannico (Badminton, n. 1776 - Londra, † 1842)
- Robert Urquhart, generale britannico (Shepperton, n. 1901 - Menteith, † 1988)

## Geografi(1)
- Robert Balling, geografo e climatologo statunitense (Uniontown, n. 1952)

## Geologi(2)
- Robert M. Carter, geologo e paleontologo britannico (Reading, n. 1942 - Townsville, † 2016)
- Robert Millner Shackleton, geologo britannico (Purley, n. 1909 - East Hendred, † 2001)

## Gesuiti(2)
- Robert Parsons, gesuita inglese (Nether Stowey, n. 1546 - Roma, † 1610)
- Robert Southwell, gesuita e poeta inglese (Horsham Saint Faith, n. 1561 - Tyburn, † 1595)

## Ginnasti(8)
- Robert Herrmann, ginnasta e multiplista statunitense (Milwaukee, n. 1869 - Milwaukee, † 1919)
- Robert Johnsen, ginnasta danese (Copenaghen, n. 1896 - Gentofte, † 1975)
- Robert Maysack, ginnasta e multiplista statunitense (Kirchardt, n. 1872 - Avon Park, † 1960)
- Robert Pražák, ginnasta cecoslovacco (Plzeň, n. 1892 - Plzeň, † 1966)
- Robert Reynolds, ginnasta e multiplista statunitense (Ancaster, n. 1881 - Royal Oak, † 1955)
- Robert Seligman, ginnasta croato (Osijek, n. 1986)
- Robert Sjursen, ginnasta norvegese (Bergen, n. 1891 - Bergen, † 1965)
- Robert Tvorogal, ginnasta lituano (Vilnius, n. 1994)

## Giocatori di badminton(1)
- Robert Summers, giocatore di badminton sudafricano (n. 2002)

## Giocatori di baseball(16)
- Robert Carson, giocatore di baseball statunitense (Hattiesburg, n. 1989)
- Bobby Cox, ex giocatore di baseball e allenatore di baseball statunitense (Tulsa, n. 1941)
- R.A. Dickey, ex giocatore di baseball statunitense (Nashville, n. 1974)
- Bobby Doerr, giocatore di baseball statunitense (Los Angeles, n. 1918 - Junction City, † 2017)
- Bob Feller, giocatore di baseball statunitense (Van Meter, n. 1918 - Cleveland, † 2010)
- Bob Gibson, giocatore di baseball statunitense (Omaha, n. 1935 - Omaha, † 2020)
- Lefty Grove, giocatore di baseball statunitense (Lonaconing, n. 1900 - Norwalk, † 1975)
- Robert Gsellman, giocatore di baseball statunitense (Santa Monica, n. 1993)
- Bob Lemon, giocatore di baseball e allenatore di baseball statunitense (San Bernardino, n. 1920 - Long Beach, † 2000)
- Bob Meusel, giocatore di baseball statunitense (San Jose, n. 1896 - Bellflower, † 1977)
- Bobby Parnell, giocatore di baseball statunitense (Salisbury, n. 1984)
- Robbie Ray, giocatore di baseball statunitense (Brentwood, n. 1991)
- Red Rolfe, giocatore di baseball, allenatore di baseball e allenatore di pallacanestro statunitense (Penacook, n. 1908 - Gilford, † 1969)
- Robbie Ross Jr., giocatore di baseball statunitense (Lexington, n. 1989)
- Bob Uecker, giocatore di baseball e attore statunitense (Milwaukee, n. 1934 - Menomonee Falls, † 2025)
- Alex Wood, giocatore di baseball statunitense (Charlotte, n. 1991)

## Giocatori di beach volley(1)
- Robert Meeuwsen, giocatore di beach volley olandese (Nieuwegein, n. 1988)

## Giocatori di calcio a 5(3)
- Florin Matei, giocatore di calcio a 5 romeno (Bucarest, n. 1983)
- Robert Perinovic, ex giocatore di calcio a 5 australiano (n. 1974)
- Robert Stuart, ex giocatore di calcio a 5 australiano (n. 1958)

## Giocatori di curling(3)
- Robert Hürlimann, giocatore di curling svizzero (n. 1967)
- Bobby Lammie, giocatore di curling britannico (Stranraer, n. 1997)
- Bob Nichols, giocatore di curling statunitense (Superior, n. 1948)

## Giocatori di poker(3)
- Robert Mizrachi, giocatore di poker statunitense (Sunny Isles Beach, n. 1978)
- Robert Varkonyi, giocatore di poker statunitense (Great Neck, n. 1961)
- Robert Williamson III, giocatore di poker statunitense (Dallas, n. 1970)

## Giocatori di snooker(1)
- Robert Milkins, giocatore di snooker inglese (Bristol, n. 1976)

## Gioiellieri(1)
- Robert Linzeler, gioielliere francese (Parigi, n. 1872 - Parigi, † 1941)

## Giornalisti(18)
- Robert Benchley, giornalista, attore e sceneggiatore statunitense (Worcester, n. 1889 - New York, † 1945)
- Robert Bober, giornalista e scrittore francese (Berlino, n. 1931)
- Robert Caro, giornalista e scrittore statunitense (New York, n. 1935)
- Robert Christgau, giornalista e critico musicale statunitense (New York, n. 1942)
- Robert X. Cringely, giornalista statunitense (Apple Creek, n. 1953)
- Robert Domes, giornalista e scrittore tedesco (Ichenhausen, n. 1961)
- Robert Fisk, giornalista britannico (Maidstone, n. 1946 - Dublino, † 2020)
- Robert Guérin, giornalista e dirigente sportivo francese (n. 1876 - † 1952)
- Robert Hoyt, giornalista statunitense (Clinton, n. 1922 - Manhattan, † 2003)
- Robert Jungk, giornalista e saggista austriaco (Berlino, n. 1913 - Salisburgo, † 1994)
- Robert Katz, giornalista e scrittore statunitense (New York, n. 1933 - Pergine Valdarno, † 2010)
- Robert Lochner, giornalista statunitense (New York, n. 1918 - Berlino Ovest, † 2003)
- Ross Munro, giornalista e editore canadese (n. 1913 - † 1990)
- Robert Poulet, giornalista, critico letterario e scrittore belga (Liegi, n. 1893 - Marly-le-Roi, † 1989)
- Robert Sheaffer, giornalista e saggista statunitense (Chicago, n. 1949)
- R. A. J. Walling, giornalista e scrittore inglese (Exeter, n. 1869 - Plympton, † 1949)
- Bob Woodward, giornalista e saggista statunitense (Geneva, n. 1943)
- Robert de Caix de Saint-Aymour, giornalista, politico e scrittore francese (Parigi, n. 1869 - Parigi, † 1970)

## Giuristi(4)
- Robert Dundas il Vecchio, giurista scozzese (n. 1685 - † 1753)
- Robert Dundas il Giovane, giurista scozzese (Edimburgo, n. 1713 - Edimburgo, † 1787)
- Robert Joseph Pothier, giurista francese (Orléans, n. 1699 - Orléans, † 1772)
- Robert Walter, giurista austriaco (Vienna, n. 1931 - Vienna, † 2010)

## Golfisti(4)
- Robert Hunter, golfista statunitense (Chicago, n. 1886 - Santa Barbara, † 1971)
- Bobby Jones, golfista statunitense (Atlanta, n. 1902 - Georgia, † 1971)
- Robert MacIntyre, golfista scozzese (Oban, n. 1996)
- Robert Thach, golfista statunitense (Athens, n. 1866 - Birmingham, † 1924)

## Grecisti(1)
- Robert Scott, grecista inglese (Blondeigh, n. 1811 - Rochester, † 1887)

## Hockeisti su ghiaccio(35)
- Bobby Benson, hockeista su ghiaccio canadese (Winnipeg, n. 1894 - Winnipeg, † 1965)
- Robert Bortuzzo, hockeista su ghiaccio canadese (Thunder Bay, n. 1989)
- Bobby Breiter, hockeista su ghiaccio svizzero (Losanna, n. 1909 - Losanna, † 1985)
- Bobby Clarke, ex hockeista su ghiaccio canadese (Flin Flon, n. 1949)
- Robert Cleary, hockeista su ghiaccio statunitense (Cambridge, n. 1936 - Hyannis, † 2015)
- Bob Collyard, ex hockeista su ghiaccio statunitense (Hibbing, n. 1949)
- Bob Courcy, ex hockeista su ghiaccio canadese (Granby, n. 1936)
- Robert Dietrich, hockeista su ghiaccio tedesco (Ordžonikidze, n. 1986 - Jaroslavl', † 2011)
- Bob Dillabough, hockeista su ghiaccio canadese (Belleville, n. 1941 - Elliot Lake, † 1997)
- Bob Ginnetti, ex hockeista su ghiaccio canadese (Vancouver, n. 1965)
- Bobby Holik, ex hockeista su ghiaccio cecoslovacco (Jihlava, n. 1971)
- Bobby Hull, hockeista su ghiaccio e allenatore di hockey su ghiaccio canadese (Pointe Anne, n. 1939 - Wheaton, † 2023)
- Linus Klasen, hockeista su ghiaccio svedese (Stoccolma, n. 1986)
- Robert Kristan, hockeista su ghiaccio sloveno (Jesenice, n. 1983)
- Robert Lang, ex hockeista su ghiaccio cecoslovacco (Teplice, n. 1978)
- Bob Lemieux, hockeista su ghiaccio e allenatore di hockey su ghiaccio canadese (Montréal, n. 1944 - Montréal, † 2025)
- Ted Lindsay, hockeista su ghiaccio canadese (Renfrew, n. 1925 - Oakland, † 2019)
- Bob Livingston, hockeista su ghiaccio statunitense (Lawrence, n. 1908 - New Canaan, † 1974)
- Curtis McElhinney, hockeista su ghiaccio canadese (London, n. 1983)
- Robert Mulick, ex hockeista su ghiaccio canadese (Toronto, n. 1979)
- Robert Müller, hockeista su ghiaccio tedesco (Rosenheim, n. 1980 - Rosenheim, † 2009)
- Robert Nilsson, ex hockeista su ghiaccio svedese (Calgary, n. 1985)
- Bob Nystrom, ex hockeista su ghiaccio svedese (Stoccolma, n. 1952)
- Robert Oberrauch, ex hockeista su ghiaccio e dirigente sportivo italiano (Bolzano, n. 1965)
- Bobby Orr, ex hockeista su ghiaccio canadese (Parry Sound, n. 1948)
- Robert Psenner, hockeista su ghiaccio italiano (n. 1942 - Bolzano, † 2011)
- Robert Reichel, ex hockeista su ghiaccio ceco (Litvínov, n. 1971)
- Bobby Rivard, hockeista su ghiaccio canadese (Sherbrooke, n. 1939 - Peterborough, † 2023)
- Rob Schremp, ex hockeista su ghiaccio statunitense (Fulton, n. 1986)
- Rob Scuderi, ex hockeista su ghiaccio statunitense (Syosset, n. 1978)
- Brit Selby, ex hockeista su ghiaccio canadese (Kingston, n. 1945)
- Rob Sirianni, ex hockeista su ghiaccio canadese (Edmonton, n. 1983)
- Bob Suter, hockeista su ghiaccio statunitense (Madison, n. 1957 - Middleton, † 2014)
- Bob Wall, ex hockeista su ghiaccio canadese (Richmond Hill, n. 1942)
- Bob Woytowich, hockeista su ghiaccio canadese (Winnipeg, n. 1941 - Winnipeg, † 1988)

## Hockeisti su pista(1)
- Robert Olthoff, ex hockeista su pista olandese ('s-Gravenhage, n. 1944)

## Hockeisti su prato(3)
- Robert Cattrall, ex hockeista su prato britannico (Braintree, n. 1957)
- Robert Hammond, hockeista su prato australiano (n. 1981)
- Robert van der Horst, hockeista su prato olandese (Eindhoven, n. 1984)

## Illusionisti(1)
- Robert Harbin, illusionista e scrittore britannico (Balfour, n. 1908 - Londra, † 1978)

## Illustratori(3)
- Robert Bruce Horsfall, illustratore statunitense (Clinton, n. 1869 - Washington, † 1948)
- Robert Nippoldt, illustratore tedesco (Kranenburg, n. 1977)
- Robert Seymour, illustratore britannico (Somerset, n. 1798 - Islington, † 1836)

## Imprenditori(25)
- Robert Bigelow, imprenditore statunitense (n. 1944)
- Robert Bosch, imprenditore e inventore tedesco (Albeck, n. 1861 - Stoccarda, † 1942)
- Robert Brovdi, imprenditore e militare ucraino (Užhorod, n. 1975)
- Robert Carter I, imprenditore statunitense (Corotoman, n. 1663 - † 1732)
- Bob Chapek, imprenditore statunitense (Hammond, n. 1960)
- Robert Cornelius, imprenditore e fotografo statunitense (Filadelfia, n. 1809 - Frankford, † 1893)
- Robert Durst, imprenditore e criminale statunitense (Scarsdale, n. 1943 - Stockton, † 2022)
- Rob Glaser, imprenditore statunitense (New York, n. 1962)
- Robert Golob, imprenditore e politico sloveno (San Pietro, n. 1967)
- Robert M. Hall, imprenditore e editore statunitense (Providence, n. 1909 - † 1998)
- Robert Hibbert, imprenditore e filantropo giamaicano (Giamaica, n. 1769 - Londra, † 1849)
- Robert Hotung, imprenditore e filantropo cinese (Hong Kong, n. 1862 - Hong Kong, † 1956)
- Bob Iger, imprenditore statunitense (New York, n. 1951)
- Robert Steven Kapito, imprenditore statunitense (Monticello, n. 1957)
- Robert Kiyosaki, imprenditore e scrittore statunitense (Hilo, n. 1947)
- Robert Livingston il Vecchio, imprenditore scozzese (Ancrum, n. 1654 - † 1728)
- Robert P. McCulloch, imprenditore e inventore statunitense (Missouri, n. 1911 - Los Angeles, † 1977)
- Bob McNair, imprenditore e dirigente sportivo statunitense (Forest City, n. 1937 - Houston, † 2018)
- Robert Warren Miller, imprenditore e velista statunitense (Quincy, n. 1933)
- Robert Nobel, imprenditore svedese (Stoccolma, n. 1829 - Östergötland, † 1896)
- Robert Noyce, imprenditore e inventore statunitense (Burlington, n. 1927 - Austin, † 1990)
- Robert Platek, imprenditore e dirigente sportivo statunitense (Arlington, n. 1964)
- Ted Turner, imprenditore, produttore televisivo e dirigente sportivo statunitense (Cincinnati, n. 1938)
- Bob Young, imprenditore e informatico canadese (Hamilton)
- Robert Zellinger de Balkany, imprenditore francese (Iclod, n. 1931 - Ginevra, † 2015)

## Incisori(2)
- Robert Thew, incisore inglese (Patrington, n. 1758 - Stevenage, † 1802)
- Robert White, incisore, pittore e disegnatore inglese (Londra, n. 1645 - Bloomsbury, † 1703)

## Informatici(22)
- Bob Bemer, informatico statunitense (Sault Ste. Marie, n. 1920 - Possum Kingdom Lake, † 2004)
- Bob Braden, informatico statunitense (n. 1934 - † 2018)
- Robert Cailliau, informatico belga (Tongeren, n. 1947)
- Robert J. Chassell, informatico statunitense (Bennington, n. 1946 - Great Barrington, † 2017)
- Robert Floyd, informatico statunitense (New York, n. 1936 - Stanford, † 2001)
- Robert Griesemer, informatico svizzero (n. 1964)
- Robert Kahn, informatico statunitense (New York, n. 1938)
- Robert Kowalski, informatico e logico statunitense (Bridgeport, n. 1941)
- Rob Levin, programmatore statunitense (n. 1955 - Houston, † 2006)
- Robert Marsh, informatico statunitense
- Robert Cecil Martin, informatico statunitense (n. 1952)
- Robert Metcalfe, informatico statunitense (Brooklyn, n. 1946)
- Robert J. Mical, informatico statunitense
- Robert Morris, informatico, imprenditore e hacker statunitense (Massachusetts, n. 1965)
- Havoc Pennington, informatico statunitense
- Rob Pike, informatico e scrittore canadese (n. 1956)
- Kevin Rose, informatico statunitense (Redding, n. 1977)
- Robert Sedgewick, informatico, matematico e manager statunitense (n. 1946)
- Robert David Steele, informatico statunitense (New York, n. 1952 - Florida, † 2021)
- Robert Tarjan, informatico statunitense (Pomona, n. 1948)
- Robert Taylor, informatico e psicologo statunitense (Dallas, n. 1932 - Woodside, † 2017)
- Robert Tomasulo, informatico statunitense (n. 1934 - † 2008)

## Ingegneri(26)
- Robert Durrer, ingegnere svizzero (Arbon, n. 1890 - Zumikon, † 1978)
- Robert Esnault-Pelterie, ingegnere francese (Parigi, n. 1881 - Ginevra, † 1957)
- Robert Fulton, ingegnere statunitense (Little Britain, n. 1765 - New York, † 1815)
- Robert Garbe, ingegnere meccanico tedesco (Opole, n. 1847 - Berlino, † 1932)
- Robert R. Gilruth, ingegnere aeronautico statunitense (Nashwauk, n. 1913 - Charlottesville, † 2000)
- Robert Hadfield, ingegnere britannico (Sheffield, n. 1858 - Surrey, † 1940)
- Robert N. Hall, ingegnere e fisico statunitense (New Haven, n. 1919 - Schenectady, † 2016)
- Robert Helbling, ingegnere, geologo e alpinista svizzero (Rapperswil, n. 1874 - Walenstadt, † 1954)
- Robin Herd, ingegnere britannico (Newton-le-Willows, n. 1939 - † 2019)
- Robert Jarvik, ingegnere statunitense (Midland, n. 1946 - New York, † 2025)
- Robert Maillart, ingegnere svizzero (Berna, n. 1872 - Ginevra, † 1940)
- Robert Mallet, ingegnere irlandese (Dublino, n. 1810 - Londra, † 1881)
- Robert Michelson, ingegnere statunitense (Washington, n. 1951)
- Robert Moog, ingegnere, inventore e imprenditore statunitense (New York, n. 1934 - Asheville, † 2005)
- Robert B. Owens, ingegnere statunitense (n. 1870 - † 1940)
- Robert H. Park, ingegnere e inventore statunitense (Strasburgo, n. 1902 - † 1994)
- Robert H. Perry, ingegnere statunitense (n. 1924 - † 1978)
- Robert Trewhella, ingegnere inglese (Ludgvan, n. 1830 - Catania, † 1909)
- Robert Smedley, ingegnere britannico (Middlesbrough, n. 1973)
- Robert Soyer, ingegnere francese (Parigi, n. 1717 - † 1802)
- Robert Stephenson, ingegnere britannico (Willington Quay, n. 1803 - Londra, † 1859)
- Robert Stevenson, ingegnere scozzese (Glasgow, n. 1772 - Edimburgo, † 1850)
- Rob Taylor, ingegnere britannico (Deddington, n. 1959)
- Robert Henry Thurston, ingegnere statunitense (Providence, n. 1839 - Ithaca, † 1903)
- Rob White, ingegnere britannico (Camblesforth, n. 1965)
- Robert Eberan von Eberhorst, ingegnere e progettista austriaco (Vienna, n. 1902 - Vienna, † 1982)

## Insegnanti(2)
- Robert Kooima, docente statunitense
- Robert Lach, insegnante e musicologo austriaco (Vienna, n. 1874 - Salisburgo, † 1958)

## Inventori(8)
- Robert Adler, inventore austriaco (Vienna, n. 1913 - Boise, † 2007)
- Robert Anderson, inventore scozzese
- Robert W. Kearns, inventore statunitense (Gary, n. 1927 - Baltimora, † 2005)
- Robert Owen, inventore, imprenditore e sindacalista britannico (Newtown, n. 1771 - Newtown, † 1858)
- Robert Stirling, inventore e pastore protestante scozzese (Methven, n. 1790 - Galston, † 1878)
- Robert William Thomson, inventore scozzese (Stonehaven, n. 1822 - Edimburgo, † 1873)
- Robert Watson-Watt, inventore britannico (Brechin, n. 1892 - Inverness, † 1973)
- Robert Whitehead, inventore, ingegnere e imprenditore britannico (Bolton, n. 1823 - Shrivenham, † 1905)

## Islamisti(1)
- Robert Brunschvig, islamista francese (Bordeaux, n. 1901 - Vanves, † 1990)

## Judoka(2)
- Robert Mšvidobadze, judoka russo (Gori, n. 1989)
- Robert Van de Walle, ex judoka belga (Ostenda, n. 1954)

## Kickboxer(2)
- Rob Kaman, kickboxer e thaiboxer olandese (Amsterdam, n. 1960 - Scopelo, † 2024)
- Bob Sapp, kickboxer, artista marziale misto e wrestler statunitense (Colorado Springs, n. 1973)

## Latinisti(1)
- Robert Fitzgerald, latinista, grecista e traduttore statunitense (Springfield, n. 1910 - Hamden, † 1985)

## Lessicografi(1)
- Robert Barnhart, lessicografo statunitense (Chicago, n. 1933 - Philipstown, † 2007)

## Letterati(2)
- Robert Neumann, letterato e scrittore austriaco (Vienna, n. 1897 - Monaco di Baviera, † 1975)
- Robert di Cricklade, letterato inglese (Cricklade)

## Linguisti(4)
- Robert S. P. Beekes, linguista olandese (Haarlem, n. 1937 - Oegstgeest, † 2017)
- Robert Blust, linguista statunitense (Cincinnati, n. 1940 - Honolulu, † 2022)
- Robert Anderson Hall, linguista e critico letterario statunitense (Raleigh, n. 1911 - Ithaca, † 1997)
- Robert Morton Nance, linguista e scrittore britannico (Cardiff, n. 1873 - Hayle, † 1959)

## Liutisti(2)
- Robert de Visée, liutista, chitarrista e gambista francese (La Flèche, n. 1652 - Parigi, † 1730)
- Robert Dowland, liutista e compositore inglese († 1641)

## Lottatori(5)
- Robert Baran, lottatore polacco (Jarocin, n. 1992)
- Robert Curry, lottatore statunitense (New York, n. 1882 - † 1944)
- Robert Pearce, lottatore statunitense (Wyaconda, n. 1908 - Lloydminster, † 1996)
- Robert Roth, lottatore svizzero (n. 1898 - Nidau, † 1959)
- Bobby Weaver, ex lottatore statunitense (n. 1958)

## Lunghisti(3)
- Bob Beamon, ex lunghista statunitense (New York, n. 1946)
- Robert Ėmmijan, ex lunghista sovietico (Leninakan, n. 1965)
- Robert Stangland, lunghista e triplista statunitense (New York, n. 1881 - Nyack, † 1953)

## Mafiosi(3)
- Robert F. Carrozza, mafioso statunitense (Boston, n. 1940)
- Robert DiBernardo, mafioso statunitense (Hewlett, n. 1937 - Bensonhurst, † 1986)
- Robert Trimboli, mafioso e imprenditore australiano (Sydney, n. 1931 - Alicante, † 1987)

## Magistrati(3)
- Robert Falco, magistrato francese (Parigi, n. 1882 - Parigi, † 1960)
- Robert Fremr, magistrato ceco (Praga, n. 1957)
- Robert Houghwout Jackson, giudice e politico statunitense (Spring Creek, n. 1892 - Washington, † 1954)

## Maratoneti(4)
- Rob de Castella, ex maratoneta australiano (Melbourne, n. 1957)
- Robert Kipkoech Cheruiyot, maratoneta keniota (Kapsabet, n. 1978)
- Bob Fowler, maratoneta statunitense (Trinity, n. 1882 - Medford, † 1957)
- Bertie Harris, maratoneta sudafricano (n. 1884)

## Marciatori(2)
- Robert Heffernan, marciatore irlandese (Cork, n. 1978)
- Robert Korzeniowski, ex marciatore polacco (Lubaczów, n. 1968)

## Martellisti(1)
- Robert Bennett, martellista statunitense (n. 1919 - † 1974)

## Matematici(16)
- Robert Benet de Montcarville, matematico francese (n. 1698 - Parigi, † 1771)
- Robert Berger, matematico statunitense (n. 1938)
- Robert McCallum Blumenthal, matematico statunitense (n. 1931 - † 2012)
- Robert Daniel Carmichael, matematico statunitense (Goodwater, n. 1879 - Merriam, † 1967)
- Robert Frucht, matematico tedesco (Brno, n. 1906 - † 1997)
- Robert Griess, matematico statunitense (Savannah, n. 1945)
- Robert Langlands, matematico canadese (New Westminster, n. 1936)
- Hjalmar Mellin, matematico finlandese (Liminka, n. 1854 - Helsinki, † 1933)
- Robert Lee Moore, matematico statunitense (Dallas, n. 1882 - Austin, † 1974)
- Robert Osserman, matematico statunitense (New York, n. 1926 - Berkeley, † 2011)
- Robert C. Prim, matematico e informatico statunitense (Sweetwater, n. 1921 - San Clemente, † 2021)
- Robert Recorde, matematico gallese (Tenby - Londra, † 1558)
- Robert Remak, matematico tedesco (Berlino, n. 1888 - Auschwitz, † 1942)
- Robert Simson, matematico scozzese (n. 1687 - † 1768)
- Robert Smith, matematico britannico (n. 1689 - Cambridge, † 1768)
- Robert Zubrin, matematico e ingegnere statunitense (Lakewood, n. 1952)

## Mecenati(1)
- Robert Sidney, I conte di Leicester, mecenate e poeta inglese (n. 1563 - † 1626)

## Medici(18)
- Robert Bárány, medico austriaco (Vienna, n. 1876 - Uppsala, † 1936)
- Robert Broom, medico e paleontologo sudafricano (Paisley, n. 1866 - † 1951)
- Robert Neil Butler, medico e psichiatra statunitense (New York, n. 1927 - New York, † 2010)
- Robert Carswell, medico, anatomista e illustratore britannico (Paisley, n. 1793 - † 1857)
- Robert Darwin, medico inglese (Lichfield, n. 1766 - Shrewsbury, † 1848)
- Robert Degos, medico e dermatologo francese (Mugron, n. 1904 - Parigi, † 1987)
- Robert Doerr, medico e curatore editoriale austro-ungarico (Técsö, n. 1871 - Basilea, † 1952)
- Robert Fludd, medico, alchimista e astrologo britannico (Milgate House, n. 1574 - Londra, † 1637)
- Robert Gallo, medico e biologo statunitense (Waterbury, n. 1937)
- Robert Graham, medico e botanico britannico (Stirling, n. 1786 - Perthshire, † 1845)
- Robert James, medico inglese (Kinvaston, n. 1703 - Londra, † 1776)
- Robert Lefkowitz, medico statunitense (New York, n. 1943)
- Robert Liston, medico scozzese (Ecclesmachan, n. 1794 - Londra, † 1847)
- Robert Remak, medico tedesco (Poznań, n. 1815 - Berlino, † 1865)
- Robert Ritter, medico e psicologo tedesco (Aquisgrana, n. 1901 - Oberursel, † 1951)
- Lawson Tait, medico britannico (Edimburgo, n. 1845 - Llandudno, † 1899)
- Robert Whytt, medico scozzese (Edimburgo, n. 1714 - † 1776)
- Robert Willan, medico inglese (Craven, n. 1757 - Funchal, † 1812)

## Medievisti(4)
- Robert Boutruche, medievista francese (Chailland, n. 1904 - Bourg-la-Reine, † 1975)
- Robert Folz, medievista francese (Metz, n. 1910 - Digione, † 1996)
- Robert Latouche, medievista francese (Le Mans, n. 1881 - Grenoble, † 1973)
- Robert Jowitt Whitwell, medievista, lessicografo e latinista britannico (Kendal, n. 1859 - † 1928)

## Mercanti(1)
- Robert Somers Brookings, mercante e filantropo statunitense (Contea di Cecil, n. 1850 - Washington, † 1932)

## Mezzofondisti(10)
- Robert Farken, mezzofondista tedesco (Lipsia, n. 1997)
- Rob Harrison, ex mezzofondista britannico (n. 1959)
- Earl Johnson, mezzofondista statunitense (Woodstock, n. 1891 - Pittsburgh, † 1965)
- Bob Kennedy, ex mezzofondista statunitense (Bloomington, n. 1970)
- Robert Kiprop, mezzofondista keniota (n. 1998)
- Bob McMillen, mezzofondista statunitense (Los Angeles, n. 1928 - † 2007)
- Robert Nemeth, mezzofondista austriaco (Hofors, n. 1958 - Mauerbach, † 2015)
- Robert Ouko, mezzofondista e velocista keniota (Manga, n. 1948 - Nairobi, † 2019)
- Bob Schul, mezzofondista statunitense (West Milton, n. 1937 - Middletown, † 2024)
- Bob Verbeeck, ex mezzofondista belga (Tessenderlo, n. 1960)

## Micologi(1)
- Robert Kühner, micologo francese (Parigi, n. 1903 - Lione, † 1996)

## Microbiologi(1)
- Robert Guthrie, microbiologo statunitense (n. 1916 - Seattle, † 1995)

## Missionari(2)
- Robert Moffat, missionario scozzese (East Lothian, n. 1795 - Kent, † 1883)
- Robert Morrison, missionario, sinologo e lessicografo britannico (Morpeth, n. 1782 - Canton, † 1834)

## Modelli(1)
- Boyd Holbrook, modello, attore e artista statunitense (Prestonsburg, n. 1981)

## Montatori(4)
- Robert Dalva, montatore statunitense (New York, n. 1942 - Larkspur, † 2023)
- Robert C. Jones, montatore e sceneggiatore statunitense (Los Angeles, n. 1936 - Los Angeles, † 2021)
- Robert Leighton, montatore britannico (Londra)
- Bob Murawski, montatore statunitense (Bad Axe, n. 1964)

## Multiplisti(4)
- Bob Clark, multiplista statunitense (n. 1913 - † 1976)
- Robert LeGendre, multiplista e lunghista statunitense (Lewiston, n. 1898 - Brooklyn, † 1931)
- Bob Mathias, multiplista e politico statunitense (Tulare, n. 1930 - Fresno, † 2006)
- Robert Změlík, ex multiplista ceco (Prostějov, n. 1969)

## Musicisti(16)
- Robert Rian Dawson, musicista statunitense (Baltimora, n. 1987)
- Robert DeLeo, musicista statunitense (Montclair, n. 1966)
- Lu Edmonds, musicista britannico (Welwyn Garden City, n. 1957)
- Bobby Gillespie, musicista e cantante britannico (Glasgow, n. 1962)
- Bobby Gustafson, musicista e cantautore statunitense (Staten Island, n. 1965)
- Robert Lamm, musicista, polistrumentista e cantautore statunitense (Brooklyn, n. 1944)
- Robert Lopez, musicista e compositore statunitense (New York, n. 1975)
- Bob Nastanovich, musicista statunitense (Rochester, n. 1967)
- Bob Ostertag, musicista, performance artist e scrittore statunitense (Albuquerque, n. 1957)
- Robert Scott, musicista neozelandese
- Bob Siebenberg, musicista statunitense (Glendale, n. 1949)
- Robert Valentine, musicista e compositore inglese (Leicester - Roma, † 1747)
- Bob Welch, musicista statunitense (Los Angeles, n. 1945 - Nashville, † 2012)
- Bobby Whitlock, musicista e cantautore statunitense (Memphis, n. 1948)
- Robert Pete Williams, musicista statunitense (Zachary, n. 1914 - Rosedale, † 1980)
- Bob Young, musicista britannico (Basingstoke, n. 1945)

## Musicologi(3)
- Robert Eitner, musicologo tedesco (Breslavia, n. 1832 - Templin, † 1905)
- Robert Mehlhart, musicologo, compositore e religioso tedesco (Trostberg, n. 1982)
- Robert Palmer, musicologo, scrittore e clarinettista statunitense (Little Rock, n. 1945 - Valhalla, † 1997)

## Naturalisti(7)
- Robert Burn, naturalista australiano (n. 1937)
- Robert L. Close, naturalista australiano
- Robert Hartmann, naturalista, anatomista e etnografo tedesco (Blankenburg am Harz, n. 1832 - † 1893)
- Robert Plot, naturalista britannico (Borden, n. 1640 - Borden, † 1696)
- Robert Lloyd Praeger, naturalista e storico irlandese (Holywood, n. 1865 - † 1953)
- Robert Templeton, naturalista, entomologo e disegnatore irlandese (Belfast, n. 1802 - † 1892)
- Robert Charles Wroughton, naturalista britannico (n. 1849 - † 1921)

## Navigatori(5)
- Robert FitzRoy, navigatore, esploratore e meteorologo britannico (Ampton Hall, n. 1805 - Londra, † 1865)
- Robert Forde, marinaio e esploratore irlandese (Cork, n. 1875 - † 1959)
- Robert Gray, navigatore e esploratore statunitense (Tiverton, n. 1755 - † 1806)
- Robert Norman, marinaio britannico (n. 1560 - † 1596)
- Robert Falcon Scott, marinaio e esploratore britannico (Plymouth, n. 1868 - Barriera di Ross, † 1912)

## Neurologi(1)
- Robert Wartenberg, neurologo bielorusso (Hrodna, n. 1887 - San Francisco, † 1956)

## Nobili(50)
- Robert Bertie, I duca di Ancaster e Kesteven, nobile e militare britannico (Bourne, n. 1660 - Edenham, † 1723)
- Robert Bertie, IV duca di Ancaster e Kesteven, nobile e militare britannico (Grimsthorpe, n. 1756 - Grimsthorpe, † 1779)
- Robert Bruce, II conte di Elgin, nobile e politico scozzese (Londra, n. 1626 - Houghton Hall, † 1685)
- Robert Bruce, signore di Liddesdale, nobile scozzese (Dupplin Moor, † 1332)
- Robert Carey, I conte di Monmouth, nobile e politico inglese (Inghilterra, n. 1560 - Inghilterra, † 1639)
- Robert Carrington, II barone Carrington, nobile e politico inglese (n. 1796 - Westminster, † 1868)
- Robert Carnegie, XIII conte di Northesk, nobile scozzese (n. 1926 - † 1994)
- Robert Carr, I conte di Somerset, nobile britannico (Wrington, n. 1587 - Dorset, † 1645)
- Andrew Cavendish, XI duca di Devonshire, nobile e politico britannico (Londra, n. 1920 - Chatsworth House, † 2004)
- Robert Cecil, I conte di Salisbury, nobile e politico inglese (Londra, n. 1563 - Londra, † 1612)
- Robert de Comines, nobile anglosassone (Comines - Durham, † 1069)
- Robert Dudley, conte di Warwick, nobile, navigatore e cartografo inglese (Richmond Palace, n. 1574 - Castello, † 1649)
- Robert FitzWimarc, nobile normanno
- Robert FitzGerald, XIX conte di Kildare, nobile irlandese (n. 1675 - † 1743)
- Robert Gascoyne-Cecil, III marchese di Salisbury, nobile e politico britannico (Hatfield, n. 1830 - Hatfield, † 1903)
- Robert Gascoyne-Cecil, VII marchese di Salisbury, nobile e politico britannico (Sutton Courtenay, n. 1946)
- Robert Gascoyne-Cecil, V marchese di Salisbury, nobile e politico inglese (n. 1893 - † 1973)
- Robert Gascoyne-Cecil, VI marchese di Salisbury, nobile e politico inglese (n. 1916 - † 2003)
- Robert Graham, nobile scozzese (Stirling, † 1437)
- Robert Grosvenor, I marchese di Westminster, nobile e politico inglese (Londra, n. 1767 - Eccleston, † 1845)
- Robert Harley, I conte di Oxford e conte di Mortimer, nobile e politico britannico (Londra, n. 1661 - Londra, † 1724)
- Robert Hay-Drummond, X conte di Kinnoull, nobile scozzese (n. 1751 - † 1804)
- Robert Howard, nobile e politico inglese (n. 1584 - Hall in the Forest, † 1653)
- Robert Howard, nobile e politico inglese (n. 1626 - † 1698)
- Robert Ker, II duca di Roxburghe, nobile scozzese (n. 1709 - † 1755)
- Robert Kerr, I marchese di Lothian, nobile e politico scozzese (Newbattle, n. 1636 - † 1703)
- Robert Lindsay, XXIX conte di Crawford, nobile e politico scozzese (Londra, n. 1927 - Fife, † 2023)
- Robert Maxwell, V Lord Maxwell, nobile, militare e politico scozzese (n. 1493 - † 1546)
- Robert Montagu, III duca di Manchester, nobile e politico inglese (n. 1710 - † 1762)
- Robert de Stafford, nobile normanno (Belvoir, n. 1036 - Eversham, † 1088)
- Robert IV de la Marck, nobile e ufficiale francese (Sedan, n. 1512 - Guise, † 1556)
- Robert Shirley, VI conte Ferrers, nobile britannico (St. James's, n. 1723 - Londra, † 1787)
- Robert Shirley, VII conte Ferrers, nobile britannico (Londra, n. 1756 - Hastings, † 1827)
- Robert Shirley, nobile, avventuriero e diplomatico inglese (Wiston, n. 1581 - Qazvin, † 1628)
- Robert Sidney, II conte di Leicester, nobile e politico inglese (Barnard Castle, n. 1595 - Penshurst, † 1677)
- Robert Sidney, IV conte di Leicester, nobile inglese (n. 1649 - † 1702)
- Robert Spencer, IV conte di Sunderland, nobile britannico (n. 1701 - † 1729)
- Robert Spencer, I barone Spencer di Wormleighton, nobile inglese (Althorp, n. 1570 - † 1627)
- Robert Spencer, nobile e politico inglese (n. 1747 - † 1831)
- Robert St Clair-Erskine, IV conte di Rosslyn, nobile e politico scozzese (n. 1833 - Dysart, † 1890)
- Robert de Vere, duca d'Irlanda, nobile inglese (n. 1362 - Lovanio, † 1392)
- Robert de Beaumont, I conte di Leicester, nobile inglese († 1118)
- Robert de Beaumont, III conte di Leicester, nobile inglese († 1190)
- Robert de Beaumont, IV conte di Leicester, nobile inglese († 1204)
- Robert Bruce, VI signore di Annandale, nobile e cavaliere medievale scozzese (Writtle, n. 1243 - Holme Abbey, † 1304)
- Robert Bruce, IV Signore di Annandale, nobile scozzese († 1245)
- Robert de Ferrers, VI conte di Derby, nobile britannico (Derbyshire, n. 1239)
- Robert de Holland, I barone di Holand, nobile inglese (n. 1283 - † 1328)
- Robert de Pinkeney, nobile inglese († 1296)
- Robert de Ros, I barone de Ros, nobile inglese (n. 1213 - † 1285)

## Numismatici(2)
- Robert Carson, numismatico britannico (n. 1918 - † 2006)
- Robert Göbl, numismatico austriaco (Vienna, n. 1919 - Vienna, † 1997)

## Nuotatori(21)
- Robert Bennett, ex nuotatore statunitense (Los Angeles, n. 1943)
- Robert Christophe, nuotatore francese (Marsiglia, n. 1938 - Morières-lès-Avignon, † 2016)
- Stanley Cooper, nuotatore britannico (Leith, n. 1883 - † 1917)
- Robert Cowell, nuotatore statunitense (n. 1924 - Athens, † 1960)
- Robert Cusack, ex nuotatore australiano (Maryborough, n. 1950)
- Robert Finke, nuotatore statunitense (Tampa, n. 1999)
- Steve Genter, ex nuotatore statunitense (n. 1951)
- Robert Glință, ex nuotatore rumeno (Pitești, n. 1997)
- Bobby Hackett, ex nuotatore statunitense (New York, n. 1959)
- Bob Hughes, nuotatore e pallanuotista statunitense (Lennox, n. 1930 - Arroyo Grande, † 2012)
- Robert Hurley, ex nuotatore australiano (Melbourne, n. 1988)
- Bob Jackson, ex nuotatore statunitense (Alhambra, n. 1957)
- Robert Kasting, ex nuotatore canadese (Ottawa, n. 1950)
- Robert Margalis, ex nuotatore statunitense (Queens, n. 1982)
- Robert McGregor, ex nuotatore britannico (Falkirk, n. 1944)
- Robert Emmet Odlum, nuotatore statunitense (Ogdensburg, n. 1851 - New York, † 1885)
- Robert Renwick, ex nuotatore britannico (Dubai, n. 1988)
- Robert Skelton, nuotatore statunitense (n. 1903 - Houston, † 1977)
- Bob Sohl, nuotatore statunitense (York, n. 1928 - Highland Beach, † 2001)
- Bob Windle, ex nuotatore australiano (Sydney, n. 1944)
- Robert Woodhouse, ex nuotatore australiano (Melbourne, n. 1966)

## Oceanografi(1)
- Robert Ballard, oceanografo e archeologo statunitense (Wichita, n. 1942)

## Oncologi(1)
- Robert G. Gagliano, oncologo e astronomo statunitense (n. 1944)

## Operai(1)
- Robert Drouin, operaio francese (Mortagne-au-Perche, n. 1607 - Québec, † 1685)

## Organisti(2)
- Robert Michaels, organista, direttore di coro e compositore inglese (Bournemouth, n. 1946)
- Robert Ramsey, organista e compositore inglese († 1644)

## Orientalisti(1)
- Robert Bertram Serjeant, orientalista scozzese (Edimburgo, n. 1915 - Denhead, † 1993)

## Ornitologi(1)
- Robert Ridgway, ornitologo statunitense (Mount Carmel, n. 1850 - Olney, † 1929)

## Ostacolisti(2)
- Robert Leavitt, ostacolista statunitense (Dorchester, n. 1883 - Hanson, † 1954)
- Bob Tisdall, ostacolista e multiplista irlandese (Nuwara Eliya, n. 1907 - Nambour, † 2004)

## Ottici(1)
- Robert Banks, ottico inglese

## Paleografi(1)
- Robert Marichal, paleografo, latinista e bibliotecario francese (Mandres-les-Roses, n. 1904 - Quincy-sous-Sénart, † 1999)

## Paleontologi(3)
- Robert Bakker, paleontologo statunitense (Contea di Bergen, n. 1945)
- Robert Lynn Carroll, paleontologo statunitense (Kalamazoo, n. 1938 - Montréal, † 2020)
- Robert R. Reisz, paleontologo canadese (Oradea, n. 1947)

## Pallamanisti(2)
- Robert Andersson, ex pallamanista svedese (Ystad, n. 1969)
- Robert Hedin, ex pallamanista e allenatore di pallamano svedese (Ystad, n. 1966)

## Pallanuotisti(15)
- Robert Andersson, pallanuotista, nuotatore e tuffatore svedese (Stoccolma, n. 1886 - Stoccolma, † 1972)
- Robert Crawshaw, pallanuotista e nuotatore britannico (Bury, n. 1869 - Burnley, † 1952)
- Robert Desmettre, pallanuotista francese (Neuville-en-Ferrain, n. 1901 - Tourcoing, † 1936)
- Robert Dinu, ex pallanuotista rumeno (Bucarest, n. 1974)
- Bob Frojen, pallanuotista statunitense (Amburgo, n. 1930 - Los Angeles, † 2005)
- Forbes Gentleman, pallanuotista britannico (Motherwell, n. 1923 - Chester, † 2005)
- Robert Girod, pallanuotista svizzero (n. 1901)
- Robert Himgi, pallanuotista francese (Bohars, n. 1922 - Latresne, † 2012)
- Bob Horn, pallanuotista statunitense (Minneapolis, n. 1931 - † 2019)
- Robert Hürlimann, pallanuotista svizzero (n. 1905)
- Bob Knights, pallanuotista britannico (Londra, n. 1931 - Mayland, † 2011)
- Robert Le Bras, pallanuotista francese (Bohars, n. 1919 - Latresne, † 2008)
- Robert Mermoud, pallanuotista svizzero (n. 1908)
- Bobby Mitchell, pallanuotista britannico (n. 1913 - † 1966)
- Robert Schwartz, ex pallanuotista sudafricano (Johannesburg, n. 1939)

## Pallavolisti(9)
- Robert Boldog, ex pallavolista e allenatore di pallavolo statunitense (Palatine, n. 1991)
- Robert Ctvrtlik, ex pallavolista e ex giocatore di beach volley statunitense (Long Beach, n. 1963)
- Rob Grabert, ex pallavolista olandese (Hilfarth, n. 1964)
- Robert Horstink, ex pallavolista olandese (Voorst, n. 1981)
- Robert Kromm, pallavolista tedesco (Schwerin, n. 1984)
- Doug Partie, ex pallavolista e ex giocatore di beach volley statunitense (Santa Barbara, n. 1961)
- Robert Tarr, pallavolista statunitense (Cape Canaveral, n. 1984)
- Robert Täht, pallavolista estone (Võru, n. 1993)
- Robert Walsh, pallavolista statunitense (Chicago, n. 1993)

## Parapsicologi(1)
- Robert Tocquet, parapsicologo, docente e scrittore francese (Saint-Oulph, n. 1898 - Issy-les-Moulineaux, † 1993)

## Parolieri(1)
- Robert Mellin, paroliere e compositore britannico (Kiev, n. 1902 - † 1994)

## Partigiani(1)
- Robert De La Rouchefoucauld, partigiano francese (n. 1923 - † 2012)

## Pastori protestanti(2)
- Robert Baillie, pastore protestante, storico e pubblicista scozzese (Glasgow, n. 1602 - Glasgow, † 1662)
- Robert Walter Stewart, pastore protestante scozzese (Bolton, n. 1812 - Livorno, † 1887)

## Patologi(2)
- Robert Meyer, patologo e ginecologo tedesco (Hannover, n. 1864 - Minneapolis, † 1947)
- Robert Rössle, patologo tedesco (Augusta, n. 1876 - Berlino, † 1956)

## Patrioti(1)
- Robert Emmet, patriota e oratore irlandese (Dublino, n. 1778 - Dublino, † 1803)

## Pattinatori artistici su ghiaccio(3)
- Norris Bowden, pattinatore artistico su ghiaccio canadese (Toronto, n. 1926 - † 1991)
- Robert Paul, pattinatore artistico su ghiaccio canadese (Toronto, n. 1937 - Minneapolis, † 2024)
- Robert Van Zeebroeck, pattinatore artistico su ghiaccio belga (Bruxelles, n. 1909 - Tranent, † 1991)

## Pattinatori di short track(1)
- Robert Seifert, ex pattinatore di short track tedesco (Dresda, n. 1988)

## Pattinatori di velocità su ghiaccio(2)
- Robert Fitzgerald, pattinatore di velocità su ghiaccio statunitense (Minneapolis, n. 1923 - Luverne, † 2005)
- Rintje Ritsma, ex pattinatore di velocità su ghiaccio olandese (Lemmer, n. 1970)

## Pedagogisti(1)
- Robert Dottrens, pedagogista svizzero (Ginevra, n. 1893 - † 1984)

## Pentatleti(2)
- Robert Beck, pentatleta e schermidore statunitense (San Diego, n. 1936 - San Antonio, † 2020)
- Greg Losey, pentatleta statunitense (Oakland, n. 1950 - San Antonio, † 2002)

## Percussionisti(1)
- Robert van Sice, percussionista statunitense (Stati Uniti)

## Personaggi televisivi(1)
- Rob Kardashian, personaggio televisivo e manager statunitense (Los Angeles, n. 1987)

## Pesisti(2)
- Bob Garrett, pesista, discobolo e altista statunitense (Baltimora, n. 1875 - Baltimora, † 1961)
- Robert Häggblom, ex pesista finlandese (Vaasa, n. 1982)

## Pianisti(8)
- Bob Acri, pianista statunitense (Chicago, n. 1918 - Evanston, † 2013)
- Robert Casadesus, pianista e compositore francese (Parigi, n. 1899 - Parigi, † 1972)
- Robert Glasper, pianista e produttore discografico statunitense (Houston, n. 1978)
- Robert Irving III, pianista, compositore e arrangiatore statunitense (Chicago, n. 1953)
- Bob James, pianista, arrangiatore e compositore statunitense (Marshall, n. 1939)
- Robert David Levin, pianista, musicologo e compositore statunitense (Brooklyn, n. 1947)
- Robert Teichmüller, pianista e insegnante tedesco (Braunschweig, n. 1863 - Lipsia, † 1939)
- Bobby Timmons, pianista e compositore statunitense (Filadelfia, n. 1935 - New York, † 1974)

## Piloti automobilistici(32)
- Bobby Allison, pilota automobilistico statunitense (Miami, n. 1937 - Mooresville, † 2024)
- Bobby Ball, pilota automobilistico statunitense (Phoenix, n. 1925 - Phoenix, † 1954)
- Robert Benoist, pilota automobilistico e partigiano francese (Auffargis, n. 1895 - Buchenwald, † 1944)
- Bob Bondurant, pilota automobilistico statunitense (Evanston, n. 1933 - Paradise Valley, † 2021)
- Red Byron, pilota automobilistico statunitense (Plasterco, n. 1915 - Chicago, † 1960)
- Bob Christie, pilota automobilistico statunitense (Grants Pass, n. 1924 - Grants Pass, † 2009)
- Bob Cortner, pilota automobilistico statunitense (Redlands, n. 1927 - Indianapolis, † 1959)
- Robert Doornbos, ex pilota automobilistico olandese (Rotterdam, n. 1981)
- Robert Droogmans, pilota automobilistico belga (n. 1954)
- Bob Evans, pilota automobilistico inglese (Waddington, n. 1947)
- Bobby Grim, pilota automobilistico statunitense (Coal City, n. 1924 - Indianapolis, † 1995)
- Paul Hawkins, pilota di Formula 1 australiano (Melbourne, n. 1937 - Oulton Park, † 1969)
- Robert Huff, pilota automobilistico britannico (Cambridge, n. 1979)
- Innes Ireland, pilota automobilistico britannico (Mytholmroyd, n. 1930 - Reading, † 1993)
- Bobby Isaac, pilota automobilistico statunitense (Catawba, n. 1932 - Hickory, † 1977)
- Junior Johnson, pilota automobilistico e dirigente sportivo statunitense (Ronda, n. 1931 - Charlotte, † 2019)
- Robert Kubica, pilota automobilistico e ex pilota di rally polacco (Cracovia, n. 1984)
- Robert La Caze, pilota automobilistico francese (Parigi, n. 1917 - Le Cannet, † 2015)
- Bobby Labonte, pilota automobilistico statunitense (Corpus Christi, n. 1964)
- Buddy Lazier, pilota automobilistico statunitense (Vail, n. 1967)
- Brett Lunger, ex pilota automobilistico statunitense (Wilmington, n. 1945)
- Robert Manzon, pilota automobilistico francese (Marsiglia, n. 1917 - Cassis, † 2015)
- Anthony Reid, pilota automobilistico britannico (Glasgow, n. 1957)
- Robin Montgomerie-Charrington, pilota automobilistico britannico (Londra, n. 1915 - Londra, † 2007)
- Bob Scott, pilota automobilistico statunitense (Watsonville, n. 1928 - Darlington, † 1954)
- Bob Sweikert, pilota automobilistico statunitense (Los Angeles, n. 1926 - Salem, † 1956)
- Ken Tyrrell, pilota automobilistico britannico (East Horsley, n. 1924 - East Horsley, † 2001)
- Bobby Unser, pilota automobilistico statunitense (Colorado Springs, n. 1934 - Albuquerque, † 2021)
- Bob Veith, pilota automobilistico statunitense (Tulare, n. 1926 - Santa Rosa, † 2006)
- Robert Vișoiu, ex pilota automobilistico rumeno (Pitești, n. 1996)
- Robert Wickens, pilota automobilistico canadese (Toronto, n. 1989)
- Robert Švarcman, pilota automobilistico russo (Tel Aviv, n. 1999)

## Piloti di rally(2)
- Robert Reid, copilota di rally britannico (Perth, n. 1966)
- Robert Virves, pilota di rally estone (Saaremaa, n. 2000)

## Piloti motociclistici(9)
- Bob Anderson, pilota motociclistico e pilota automobilistico britannico (Hendon, n. 1931 - Northampton, † 1967)
- Bob Foster, pilota motociclistico britannico (Gloucestershire, n. 1911 - † 1982)
- Leslie Graham, pilota motociclistico britannico (Wallasey, n. 1911 - Isola di Man, † 1953)
- Robert Gull, pilota motociclistico svedese (Stoccolma, n. 1991)
- Steve Hislop, pilota motociclistico britannico (Hawick, n. 1962 - Teviothead, † 2003)
- Bob McIntyre, pilota motociclistico britannico (Scotstoun, n. 1928 - Chester, † 1962)
- Robert Mureșan, pilota motociclistico rumeno (Arad, n. 1991)
- Robert Phillis, pilota motociclistico australiano (Wagga Wagga, n. 1956)
- Robert Ulm, pilota motociclistico austriaco (Mürzzuschlag, n. 1973)

## Pirati(1)
- Robert Allison, pirata inglese (Inghilterra - Giamaica, † 1699)

## Pistard(10)
- Robert Bartko, ex pistard e ciclista su strada tedesco (Potsdam, n. 1975)
- Robert Dill-Bundi, pistard e ciclista su strada svizzero (Chippis, n. 1958 - Chippis, † 2024)
- Robert Fowler, pistard sudafricano (Krugersdorp, n. 1931 - Johannesburg, † 2001)
- Robert Förstemann, pistard tedesco (Greiz, n. 1986)
- Robert Geldard, pistard britannico (Rochdale, n. 1927 - Salford, † 2018)
- Robert Hayles, ex pistard e ciclista su strada britannico (Portsmouth, n. 1973)
- Robert Lechner, ex pistard tedesco (Bruckmühl, n. 1967)
- Robert Sassone, pistard e ciclista su strada francese (Numea, n. 1978 - Numea, † 2016)
- Bob Spears, pistard australiano (Sydney, n. 1893 - Neuilly-sur-Seine, † 1950)
- Robert Van Lancker, ex pistard e ciclista su strada belga (Grâce-Berleur, n. 1946)

## Pittori(33)
- Robert Louis Antral, pittore, incisore e litografo francese (Châlons-sur-Marne, n. 1895 - Parigi, † 1939)
- Robert Barrett Browning, pittore e scultore britannico (Firenze, n. 1849 - Asolo, † 1912)
- Robert Anning Bell, pittore e illustratore britannico (Londra, n. 1863 - † 1933)
- Robert Campin, pittore fiammingo (Valenciennes - Tournai, † 1444)
- Robert Cleveley, pittore e militare britannico (Deptford, n. 1747 - Dover, † 1809)
- Robert Cocking, pittore e inventore britannico (n. 1776 - Lee, † 1837)
- Robert Colquhoun, pittore e scenografo scozzese (Kilmarnock, n. 1914 - Londra, † 1962)
- Robert McGowan Coventry, pittore inglese (Glasgow, n. 1855 - Parigi, † 1914)
- Robert De Longe, pittore fiammingo (Bruxelles, n. 1646 - Piacenza, † 1709)
- Robert De Niro, pittore, poeta e scultore statunitense (Syracuse, n. 1922 - New York, † 1993)
- Robert Deyber, pittore statunitense (Greenwich, n. 1955 - Roxbury, † 2021)
- Robert Scott Duncanson, pittore statunitense (Fayette, n. 1821 - Detroit, † 1872)
- Robert Wilhelm Ekman, pittore finlandese (Uusikaupunki, n. 1808 - Turku, † 1873)
- Robert Engels, pittore, incisore e illustratore tedesco (Solingen, n. 1866 - Monaco di Baviera, † 1926)
- Robert Fagan, pittore e archeologo irlandese (Londra, n. 1761 - Roma, † 1816)
- Robert Harris, pittore canadese (Caerhun, n. 1849 - Montreal, † 1919)
- Robert Henri, pittore statunitense (Cincinnati, n. 1865 - New York, † 1929)
- Robert van den Hoecke, pittore, incisore e architetto fiammingo (Anversa, n. 1622 - Bergues, † 1668)
- Robert Hawthorn Kitson, pittore inglese (Leeds, n. 1873 - Taormina, † 1947)
- Robert Lefèvre, pittore francese (Bayeux, n. 1755 - Parigi, † 1830)
- Robert MacBryde, pittore e scenografo scozzese (Maybole, n. 1913 - Dublino, † 1966)
- Robert Motherwell, pittore statunitense (Aberdeen, n. 1915 - Provincetown, † 1991)
- Robert Nanteuil, pittore e incisore francese (Reims, n. 1623 - Parigi, † 1678)
- Robert Peake il Vecchio, pittore inglese († 1619)
- Robert Antoine Pinchon, pittore francese (Rouen, n. 1886 - Bois-Guillaume, † 1943)
- Robert Lewis Reid, pittore statunitense (Stockbridge, n. 1862 - Clifton Springs, † 1929)
- Bob Ross, pittore, militare e personaggio televisivo statunitense (Daytona Beach, n. 1942 - Orlando, † 1995)
- Robert Tonge, pittore britannico (Liverpool, n. 1823 - Luxor, † 1856)
- Robert Tournières, pittore francese (Caen, n. 1667 - Caen, † 1752)
- Robert Vonnoh, pittore statunitense (Hartford, n. 1858 - Nizza, † 1933)
- Robert West, pittore e incisore irlandese (Waterford - Dublino, † 1770)
- Robert Williams, pittore statunitense (Los Angeles, n. 1943)
- Robert du Parc, pittore e scultore italiano (Klagenfurt, n. 1889 - Merano, † 1979)

## Poeti(36)
- Robert Angot, poeta e scrittore francese (Caen, n. 1581 - † 1646)
- Robert Antelme, poeta, scrittore e partigiano francese (Sartene, n. 1917 - Parigi, † 1990)
- Robert Ayton, poeta scozzese (Fife, n. 1570 - † 1638)
- Laurence Binyon, poeta, drammaturgo e critico d'arte inglese (Lancaster, n. 1869 - Reading, † 1943)
- Robert Blair, poeta scozzese (Edimburgo, n. 1699 - Athelstaneford, † 1746)
- Robert Bly, poeta statunitense (Contea di Lac qui Parle, n. 1926 - Minneapolis, † 2021)
- Robert Bridges, poeta britannico (Walmer, n. 1844 - Chilswell, † 1930)
- Robert Bringhurst, poeta, scrittore e tipografo canadese (Los Angeles, n. 1946)
- Robert Browning, poeta e drammaturgo inglese (Camberwell, n. 1812 - Venezia, † 1889)
- Robert Burns, poeta e compositore scozzese (Alloway, n. 1759 - Dumfries, † 1796)
- Robert P. T. Coffin, poeta e critico letterario statunitense (Brunswick, n. 1892 - Brunswick, † 1955)
- Robert Creeley, poeta statunitense (Arlington, n. 1926 - Odessa, † 2005)
- Robert Desnos, poeta e scrittore francese (Parigi, n. 1900 - campo di concentramento di Theresienstadt, † 1945)
- Robert Duncan, poeta statunitense (Oakland, n. 1919 - San Francisco, † 1988)
- Robert Fergusson, poeta scozzese (Edimburgo, n. 1750 - Edimburgo, † 1774)
- Robert Frost, poeta e drammaturgo statunitense (San Francisco, n. 1874 - Boston, † 1963)
- Robert Garnier, poeta e drammaturgo francese (La Ferté-Bernard, n. 1544 - Le Mans, † 1590)
- Robert Graves, poeta, saggista e romanziere britannico (Wimbledon, n. 1895 - Deià, † 1985)
- Robert Hamerling, poeta e scrittore austriaco (Kirchberg am Walde, n. 1830 - Graz, † 1889)
- Robert Hass, poeta e traduttore statunitense (San Francisco, n. 1941)
- Robert Henryson, poeta scozzese
- Robert Herrick, poeta inglese (Cheapside, n. 1591 - Dean Prior, † 1674)
- Robert Hillyer, poeta statunitense (East Orange, n. 1895 - Wilmington, † 1961)
- Robert Hunter, poeta, paroliere e musicista statunitense (Arroyo Grande, n. 1941 - San Rafael, † 2019)
- Robert Lowell, poeta statunitense (Boston, n. 1917 - New York, † 1977)
- Robert de Montesquiou, poeta e scrittore francese (Parigi, n. 1855 - Mentone, † 1921)
- Robert Nichols, poeta e commediografo britannico (Shanklin, n. 1893 - Cambridge, † 1944)
- Robert Pinsky, poeta, saggista e traduttore statunitense (Long Branch, n. 1940)
- Robert de Blois, poeta francese
- Robert de Boron, poeta francese
- Robert Roždestvenskij, poeta russo (Kosicha, n. 1932 - Peredelkino, † 1994)
- Robert Rößler, poeta tedesco (Borek Strzeliński, n. 1838 - Racibórz, † 1883)
- Robert William Service, poeta e scrittore britannico (Preston, n. 1874 - Lancieux, † 1958)
- Robert Story, poeta inglese (Wark on Tweed, n. 1795 - Battersea, † 1860)
- Robert Wace, poeta francese (Jersey - Bayeux)
- Robert Walser, poeta e scrittore svizzero (Biel, n. 1878 - Herisau, † 1956)

## Politologi(4)
- Robert Alan Dahl, politologo statunitense (Inwood, n. 1915 - Hamden, † 2014)
- Robert Gilpin, politologo statunitense (Burlington, n. 1930 - Waterbury, † 2018)
- Robert Keohane, politologo statunitense (Chicago, n. 1941)
- Robert von Mohl, politologo tedesco (Stoccarda, n. 1799 - Berlino, † 1875)

## Poliziotti(1)
- Robert Mohr, poliziotto e militare tedesco (Bisterschied, n. 1897 - Ludwigshafen, † 1977)

## Predicatori(1)
- Robert Ciranko, predicatore statunitense (New York, n. 1947)

## Presbiteri(6)
- Robert Kirk, presbitero scozzese (Aberfoyle, n. 1644 - Doon Hill, † 1692)
- Robert Leiber, presbitero, gesuita e storico tedesco (Deggenhausertal, n. 1887 - Roma, † 1967)
- Robert Lightfoot, presbitero e teologo britannico (Peterborough, n. 1883 - Oxford, † 1953)
- R. Walter Moberly, presbitero e teologo britannico (n. 1952)
- Robert Ouédraogo, presbitero e musicista burkinabé (Ouagadougou, n. 1922 - Pabré, † 2002)
- Robert Travers Herford, presbitero britannico (n. 1860 - † 1950)

## Produttori cinematografici(13)
- Robert Brunton, produttore cinematografico e scenografo scozzese (Edimburgo - Londra, † 1923)
- Robert Chartoff, produttore cinematografico e filantropo statunitense (New York, n. 1933 - Santa Monica, † 2015)
- Robert Dorfmann, produttore cinematografico francese (Parigi, n. 1912 - Parigi, † 1999)
- Robert Evans, produttore cinematografico, attore e produttore televisivo statunitense (New York, n. 1930 - Beverly Hills, † 2019)
- Robert Greenhut, produttore cinematografico statunitense (New York, n. 1942)
- Robert Haggiag, produttore cinematografico italiano (Tripoli, n. 1913 - Roma, † 2009)
- Robert Kane, produttore cinematografico statunitense (Jamestown, n. 1886 - Honolulu, † 1957)
- Robert Shaye, produttore cinematografico, attore e regista statunitense (Detroit, n. 1939)
- Robert Simonds, produttore cinematografico statunitense (Phoenix, n. 1964)
- Scott Steindorff, produttore cinematografico statunitense (Stillwater, n. 1959)
- Robert Tapert, produttore cinematografico, produttore televisivo e sceneggiatore statunitense (Royal Oak, n. 1955)
- Bob Weinstein, produttore cinematografico statunitense (New York, n. 1954)
- Robert de Nesle, produttore cinematografico francese (Rouen, n. 1906 - Parigi, † 1978)

## Produttori discografici(10)
- Rob Cavallo, produttore discografico statunitense (Washington, n. 1963)
- Bob Ezrin, produttore discografico e tastierista canadese (Toronto, n. 1949)
- Robert John "Mutt" Lange, produttore discografico, musicista e compositore zambiano (Mufulira, n. 1948)
- Robert Margouleff, produttore discografico e tecnico del suono statunitense (New York, n. 1940)
- Bob Marlette, produttore discografico statunitense (n. 1955)
- Joe Meek, produttore discografico, tecnico del suono e compositore inglese (Newent, n. 1929 - Londra, † 1967)
- Bobby Orlando, produttore discografico e musicista statunitense (New York, n. 1958)
- Robert Stigwood, produttore discografico e produttore cinematografico australiano (Adelaide, n. 1934 - Londra, † 2016)
- Bob Thiele, produttore discografico e compositore statunitense (Brooklyn, n. 1922 - New York, † 1996)
- Bob Weinstock, produttore discografico statunitense (New York, n. 1928 - Boca Raton, † 2006)

## Produttori televisivi(1)
- Robert D. Cardona, produttore televisivo, regista e sceneggiatore statunitense (Glendora, n. 1930)

## Psichiatri(3)
- Robert Binswanger, psichiatra svizzero (Tubinga, n. 1850 - Kreuzlingen, † 1910)
- Robert Jay Lifton, psichiatra statunitense (New York, n. 1926)
- Robert Stoller, psichiatra e psicoanalista statunitense (Bronxville, n. 1924 - Los Angeles, † 1991)

## Psicologi(7)
- Robert Cialdini, psicologo statunitense (Milwaukee, n. 1945)
- Robert Plomin, psicologo e genetista statunitense (Chicago, n. 1948)
- Robert Plutchik, psicologo statunitense (n. 1927 - † 2006)
- Robert Richardson Sears, psicologo statunitense (Palo Alto, n. 1908 - Menlo Park, † 1989)
- Robert Sternberg, psicologo statunitense (Newark, n. 1949)
- Robert Tryon, psicologo e statistico statunitense (Butte, n. 1901 - Berkeley, † 1967)
- Robert Yerkes, psicologo statunitense (Breadysville, n. 1876 - New Haven, † 1956)

## Pugili(11)
- Robert Brant, pugile statunitense (Saint Paul, n. 1990)
- Robert Carmody, pugile statunitense (Brooklyn, n. 1938 - † 1967)
- Robert Cohen, pugile francese (Annaba, n. 1930 - Bruxelles, † 2022)
- Bob Fitzsimmons, pugile britannico (Helston, n. 1863 - Chicago, † 1917)
- Bob Foster, pugile statunitense (Borger, n. 1937 - Albuquerque, † 2015)
- Robert Guerrero, pugile statunitense (Gilroy, n. 1983)
- Robert Helenius, pugile finlandese (Stoccolma, n. 1984)
- Robert Paturel, ex pugile francese (Rueil-Malmaison, n. 1952)
- Robert Roselia, ex pugile francese (Lione, n. 1976)
- Robert Wangila, pugile keniota (Nairobi, n. 1966 - Las Vegas, † 1994)
- Bobby Wells, ex pugile britannico (n. 1961)

## Radiologi(1)
- Robert Kienböck, radiologo austriaco (Vienna, n. 1871 - † 1953)

## Rapper(7)
- Beans, rapper e produttore discografico statunitense (White Plains, n. 1971)
- DJ Screw, rapper statunitense (Smithville, n. 1971 - Houston, † 2000)
- B-Tight, rapper tedesco (Palm Springs, n. 1979)
- Spice 1, rapper statunitense (Corsicana, n. 1970)
- Lord Finesse, rapper e produttore discografico statunitense (New York, n. 1970)
- Meek Mill, rapper, cantautore e attivista statunitense (Filadelfia, n. 1987)
- Vanilla Ice, rapper e attore statunitense (Dallas, n. 1967)

## Registi teatrali(5)
- Robert Falls, regista teatrale statunitense (Ashland, n. 1954)
- Robert Icke, regista teatrale e drammaturgo britannico (Stockton-on-Tees, n. 1986)
- Robert O'Hara, regista teatrale e drammaturgo statunitense (Cincinnati, n. 1970)
- Robert B. Sinclair, regista teatrale, regista cinematografico e regista televisivo statunitense (Toledo, n. 1905 - Montecito, † 1970)
- Robert Wilson, regista teatrale, drammaturgo e coreografo statunitense (Waco, n. 1941 - Water Mill, † 2025)

## Religiosi(7)
- Robert Barnes, religioso e teologo britannico (King's Lynn, n. 1495 - Londra, † 1540)
- Robert Douglas, religioso scozzese (n. 1594 - † 1674)
- Matthew Festing, religioso britannico (Bellingham, n. 1949 - La Valletta, † 2021)
- Robert Schälzky, religioso austriaco (Braunseifen, n. 1882 - Lana, † 1948)
- Robert Strawbridge, religioso irlandese (Drumsna, n. 1732 - Maryland, † 1781)
- Robert Francis Taft, religioso statunitense (Providence, n. 1932 - Weston, † 2018)
- Robert Wallace, religioso e economista scozzese (Kincardine, n. 1697 - † 1771)

## Rivoluzionari(1)
- Robert Ferguson, rivoluzionario e religioso scozzese (Alford - † 1714)

## Rugbisti a 15(20)
- Robert Barbieri, ex rugbista a 15 canadese (Toronto, n. 1984)
- Robbie Brink, ex rugbista a 15 sudafricano (Pretoria, n. 1971)
- Bob Casey, ex rugbista a 15, dirigente d'azienda e dirigente sportivo irlandese (Dublino, n. 1978)
- Robbie Deans, ex rugbista a 15 e allenatore di rugby a 15 neozelandese (Cheviot, n. 1959)
- Bob Egerton, ex rugbista a 15 e allenatore di rugby a 15 australiano (Lae, n. 1963)
- Robbie Fleck, ex rugbista a 15 e allenatore di rugby a 15 sudafricano (Città del Capo, n. 1975)
- Rob Herring, rugbista a 15 sudafricano (Città del Capo, n. 1990)
- Rob Horne, rugbista a 15 australiano (Sydney, n. 1989)
- Rob Howley, ex rugbista a 15 e allenatore di rugby a 15 britannico (Bridgend, n. 1970)
- Rob Kearney, rugbista a 15 irlandese (Dublino, n. 1986)
- Rob Miller, rugbista a 15 inglese (Carlisle, n. 1989)
- Bob Norster, rugbista a 15, dirigente d'azienda e dirigente sportivo gallese (Ebbw Vale, n. 1957)
- Rob Simmons, rugbista a 15 australiano (Theodore, n. 1989)
- Bobby Skinstad, ex rugbista a 15 zimbabwese (Bulawayo, n. 1976)
- Robert Soro, rugbista a 15 francese (Odos, n. 1922 - Guchen, † 2013)
- Bob Templeton, rugbista a 15, allenatore di rugby a 15 e dirigente sportivo australiano (Rockhampton, n. 1932 - Brisbane, † 1999)
- Rob Wainwright, ex rugbista a 15, militare e medico britannico (Perth, n. 1965)
- Rob Webber, rugbista a 15 e allenatore di rugby a 15 inglese (York, n. 1986)
- Bob Wilkinson, rugbista a 15 e imprenditore britannico (Luton, n. 1951 - Haynes, † 2021)
- Bobby Windsor, ex rugbista a 15 britannico (Newport, n. 1946)

## Sacerdoti(1)
- Robert Baker Girdlestone, sacerdote britannico (n. 1836 - † 1923)

## Saggisti(9)
- Robert Bauval, saggista britannico (Alessandria d'Egitto, n. 1948)
- Robert Burton, saggista inglese (Lindley, n. 1577 - Oxford, † 1640)
- Robert Collier, saggista statunitense (Saint Louis, n. 1885 - † 1950)
- Robert Faurisson, saggista e pubblicista francese (Shepperton, n. 1929 - Vichy, † 2018)
- Robert Kerr, saggista e traduttore scozzese (Roxburghshire, n. 1755 - † 1813)
- Robert Pogue Harrison, saggista statunitense (Smirne, n. 1954)
- Robert Shea, saggista, scrittore e giornalista statunitense (Inishowen, n. 1932 - New York, † 1994)
- Robert Sutton, saggista statunitense (Chicago, n. 1954)
- Robert Thurman, saggista, orientalista e monaco buddhista statunitense (New York, n. 1941)

## Saltatori con gli sci(5)
- Robert Johansson, saltatore con gli sci norvegese (Lillehammer, n. 1990)
- Robert Kranjec, ex saltatore con gli sci sloveno (Kranj, n. 1981)
- Robert Mateja, saltatore con gli sci polacco (Zakopane, n. 1974)
- Robert Meglič, ex saltatore con gli sci sloveno (Tržič, n. 1974)
- Robert Mösching, ex saltatore con gli sci svizzero (n. 1954)

## Sassofonisti(2)
- Bob Berg, sassofonista statunitense (New York, n. 1951 - Amagansett, † 2002)
- Bobby Keys, sassofonista statunitense (Slaton, n. 1943 - Franklin, † 2014)

## Scacchisti(16)
- Robert Aġasaryan, scacchista armeno (Erevan, n. 1994)
- Robert Henry Barnes, scacchista britannico (Inghilterra, n. 1849 - Nuova Zelanda, † 1916)
- Robert Bellin, scacchista britannico (Great Yarmouth, n. 1952)
- Robert Byrne, scacchista e giornalista statunitense (New York, n. 1928 - Ossining, † 2013)
- Bobby Fischer, scacchista statunitense (Chicago, n. 1943 - Reykjavík, † 2008)
- Robert Gwaze, scacchista zimbabwese (Harare, n. 1982)
- Robert Hess, scacchista statunitense (New York, n. 1991)
- Robert Hovhannisyan, scacchista armeno (Erevan, n. 1991)
- Robert Hübner, scacchista tedesco (Colonia, n. 1948 - Colonia, † 2025)
- Robert Hyatt, scacchista, insegnante e informatico statunitense (Laurel, n. 1948)
- Robert Kempiński, scacchista polacco (Danzica, n. 1977)
- Robert Kuczyński, scacchista polacco (Jelenia Góra, n. 1966)
- Robert Markuš, scacchista serbo (Bačka Topola, n. 1983)
- Robert G. Wade, scacchista neozelandese (Dunedin, n. 1921 - Londra, † 2008)
- Robert B. Wormald, scacchista e compositore di scacchi britannico (Bramham, n. 1834 - Brixton, † 1876)
- Robert Zelčić, scacchista croato (Zagabria, n. 1965)

## Sceneggiatori(23)
- Robert Anderson, sceneggiatore, scrittore e produttore teatrale statunitense (Manhattan, n. 1917 - Manhattan, † 2009)
- Robert Caswell, sceneggiatore e produttore cinematografico australiano (n. 1946 - † 2006)
- Robert Cochran, sceneggiatore e produttore televisivo statunitense
- Robert C. Cooper, sceneggiatore, produttore cinematografico e regista canadese (Toronto, n. 1968)
- Robert Crais, sceneggiatore e scrittore statunitense (Baton Rouge, n. 1953)
- Robert A. Dillon, sceneggiatore e regista statunitense (New York, n. 1889 - Los Angeles, † 1944)
- Robert Festinger, sceneggiatore statunitense
- Robert Florey, sceneggiatore, regista e attore francese (Parigi, n. 1900 - Santa Monica, † 1979)
- Robert L. Freedman, sceneggiatore, librettista e paroliere statunitense (Los Angeles, n. 1957)
- Robert Getchell, sceneggiatore statunitense (Kansas City, n. 1936 - Monterey, † 2017)
- Bo Goldman, sceneggiatore e drammaturgo statunitense (New York, n. 1932 - Silver Lakes, † 2023)
- Robert Gordon, sceneggiatore statunitense
- Robert Horn, sceneggiatore, librettista e produttore televisivo statunitense (New York, n. 1950)
- Robert Nelson Jacobs, sceneggiatore statunitense (n. 1954)
- Robert Mark Kamen, sceneggiatore statunitense (New York, n. 1947)
- Robert King, sceneggiatore statunitense (n. 1959)
- Robert Pirosh, sceneggiatore e regista statunitense (Baltimora, n. 1910 - Los Angeles, † 1989)
- Robert Ramsey, sceneggiatore inglese (n. 1962)
- Robert Riskin, sceneggiatore, regista e produttore cinematografico statunitense (New York, n. 1897 - Los Angeles, † 1955)
- Robert Rodat, sceneggiatore statunitense (Keene, n. 1953)
- Robert Towne, sceneggiatore, regista e produttore cinematografico statunitense (Los Angeles, n. 1934 - Los Angeles, † 2024)
- Robert Thorogood, sceneggiatore e scrittore britannico (Colchester, n. 1972)
- Robert Hewitt Wolfe, sceneggiatore e produttore televisivo statunitense (Waterbury, n. 1964)

## Scenografi(9)
- Robert Boyle, scenografo e direttore artistico statunitense (Los Angeles, n. 1909 - Los Angeles, † 2010)
- Robert Clatworthy, scenografo statunitense (n. 1911 - La Cañada Flintridge, † 1992)
- Robert Ellis, scenografo statunitense (Pasadena, n. 1888 - Hollywood, † 1935)
- Robert M. Haas, scenografo statunitense (Newark, n. 1889 - Costa Mesa, † 1962)
- Rob Howell, scenografo e costumista britannico
- Robert Priestley, scenografo statunitense (New York, n. 1901 - San Diego, † 1986)
- Robert Stromberg, scenografo, regista e effettista statunitense (n. 1965)
- Robert Usher, scenografo statunitense (Missouri, n. 1901 - Tehama County, † 1990)
- Bo Welch, scenografo e regista statunitense (Yardley, n. 1951)

## Schermidori(21)
- Robert Andrzejuk, schermidore polacco (Breslavia, n. 1975)
- Robert Bayot, schermidore belga (Schaerbeek, n. 1915 - Bruxelles, † 1964)
- Robert Blum, schermidore statunitense (Pittsburgh, n. 1928 - Rensselaerville, † 2022)
- Robert Cottingham, ex schermidore statunitense (Orange, n. 1966)
- Robert Dingl, schermidore svedese (n. 1976)
- Robert Felisiak, ex schermidore polacco (Breslavia, n. 1962)
- Robert Foxcroft, schermidore canadese (London, n. 1934 - Scarborough, † 2009)
- Robert Fraisse, schermidore francese (Maisons-Alfort, n. 1934 - Suresnes, † 2022)
- Robert Hennet, schermidore belga (Schaerbeek, n. 1886 - Saint-Gilles, † 1957)
- Robert Kościelniakowski, ex schermidore polacco (Varsavia, n. 1964)
- Robert Leroux, ex schermidore francese (Casablanca, n. 1967)
- Robert Liottel, schermidore francese (Romilly-sur-Seine, n. 1885 - Druye, † 1968)
- Robert Marc, schermidore francese
- Robert Marx, ex schermidore statunitense (Portland, n. 1956)
- Robert Michiels, schermidore belga (n. 1922)
- Robert Montgomerie, schermidore britannico (Londra, n. 1880 - Londra, † 1939)
- Robert Russell, schermidore statunitense (Detroit, n. 1934 - Vineyard Haven, † 1999)
- Emil Schön, schermidore tedesco (n. 1872 - † 1945)
- Robert Sears, schermidore statunitense (Portland, n. 1884 - Atlanta, † 1979)
- Robert Stull, ex schermidore e pentatleta statunitense (Fort Lauderdale, n. 1960)
- Robert T'Sas, schermidore belga (Schaerbeek, n. 1903 - Braine-l'Alleud, † 1981)

## Scialpinisti(1)
- Robert Antonioli, scialpinista italiano (Sondalo, n. 1990)

## Sciatori alpini(10)
- Robert Brudar, ex sciatore alpino bosniaco (n. 1963)
- Bob Cochran, ex sciatore alpino statunitense (Claremont, n. 1951)
- Rob Crossan, ex sciatore alpino canadese (Barrie, n. 1968)
- Robert Grünenfelder, ex sciatore alpino svizzero (n. 1940)
- Robby Kelley, sciatore alpino statunitense (Burlington, n. 1990)
- Bob Ormsby, ex sciatore alpino statunitense (n. 1963)
- Robert Perathoner, ex sciatore alpino italiano (n. 1961)
- Robert Schuchter, ex sciatore alpino austriaco
- Kyle Wieche, ex sciatore alpino statunitense (Hartford, n. 1967)
- Robert Zoller, ex sciatore alpino austriaco (n. 1961)

## Scienziati(2)
- Robert Brown, scienziato, esploratore e scrittore scozzese (Camster, n. 1842 - Londra, † 1895)
- Robert Goddard, scienziato, ingegnere e docente statunitense (Worcester, n. 1882 - Baltimora, † 1945)

## Scrittori di fantascienza(4)
- Robert A. Heinlein, scrittore di fantascienza statunitense (Butler, n. 1907 - Carmel-by-the-Sea, † 1988)
- Robert J. Sawyer, scrittore di fantascienza canadese (Ottawa, n. 1960)
- Robert Silverberg, scrittore di fantascienza, curatore editoriale e sceneggiatore statunitense (New York, n. 1935)
- Robert Charles Wilson, autore di fantascienza canadese (Whittier, n. 1953)

## Scultori(10)
- Robert Adams, scultore e designer britannico (Far Cotton, n. 1917 - Great Maplestead, † 1984)
- Robert Ingersoll Aitken, scultore statunitense (San Francisco, n. 1878 - New York, † 1949)
- Robert Arneson, scultore e insegnante statunitense (Benicia, n. 1930 - Benicia, † 1992)
- Robert Broun, scultore inglese
- Robert Henze, scultore tedesco (Dresda, n. 1827 - Dresda, † 1906)
- Robert Jacobsen, scultore e pittore danese (Copenaghen, n. 1912 - Taagelund, † 1993)
- Robert Le Lorrain, scultore francese (Parigi, n. 1666 - Parigi, † 1743)
- Robert Llimós, scultore e pittore spagnolo (Barcellona, n. 1943)
- Robert Morris, scultore statunitense (Kansas City, n. 1931 - Kingston, † 2018)
- Robert Smithson, scultore e pittore statunitense (Passaic, n. 1938 - Amarillo, † 1973)

## Showgirl e showman(1)
- Robert Wadlow, showman statunitense (Alton, n. 1918 - Manistee, † 1940)

## Skater(2)
- Rob Dyrdek, skater e produttore televisivo statunitense (Kettering, n. 1974)
- Lance Mountain, skater statunitense (Pasadena, n. 1964)

## Socialite(1)
- Robert Gould Shaw III, socialite statunitense (Beverly, n. 1898 - Londra, † 1970)

## Sociologi(5)
- Robert Barsky, sociologo, biografo e scrittore statunitense (Montréal, n. 1961)
- Robert Bellah, sociologo statunitense (Altus, n. 1923 - Oakland, † 2013)
- Robert Morrison MacIver, sociologo scozzese (Stornoway, n. 1882 - New York, † 1970)
- Robert Michels, sociologo e politologo tedesco (Colonia, n. 1876 - Roma, † 1936)
- Robert E. Park, sociologo statunitense (Harveyville, n. 1864 - Nashville, † 1944)

## Sollevatori(6)
- Robert Allart, sollevatore belga (Laeken, n. 1913 - Liegi)
- Bob Bednarski, sollevatore statunitense (Hartford, n. 1944 - Springfield, † 2004)
- Robert Fein, sollevatore austriaco (Vienna, n. 1907 - Vienna, † 1975)
- Robert Higgins, sollevatore statunitense (Bloomington, n. 1925 - Indianapolis, † 1998)
- Robert Kabbas, ex sollevatore australiano (Alessandria d'Egitto, n. 1955)
- Robert Skolimowski, ex sollevatore polacco (Varsavia, n. 1956)

## Sovrani(1)
- Roberto I di Scozia, re scozzese (Ayrshire, n. 1274 - Cardross, † 1329)

## Statistici(2)
- Robert Tibshirani, statistico statunitense (n. 1956)
- Robert Wedderburn, statistico britannico (Edimburgo, n. 1947 - † 1975)

## Stilisti(1)
- Bob Mackie, stilista e costumista statunitense (Monterey Park, n. 1939)

## Storici(22)
- Robert Skidelsky, storico e economista britannico (n. 1939)
- Robert Carson Allen, storico britannico (Salem, n. 1947)
- Robert Assaraf, storico marocchino (Rabat, n. 1936 - Ramat HaSharon, † 2018)
- Robert Darnton, storico statunitense (New York, n. 1939)
- Robert Davidsohn, storico tedesco (Danzica, n. 1853 - Firenze, † 1937)
- Robert W. Davies, storico britannico (Londra, n. 1925 - † 2021)
- Robert Drews, storico statunitense (n. 1936)
- Robert Eisler, storico e biblista austriaco (Vienna, n. 1882 - Oxted, † 1949)
- Robert Gerwarth, storico e scrittore tedesco (Berlino, n. 1976)
- Robert Arthur Humphreys, storico britannico (n. 1907 - † 1999)
- Robert Irwin, storico, scrittore e orientalista britannico (Guildford, n. 1946 - Londra, † 2024)
- Robert Kagan, storico e politologo statunitense (Atene, n. 1958)
- Robert M. Kingdon, storico statunitense (Chicago, n. 1927 - Madison, † 2010)
- Robert Labhardt, storico e germanista svizzero (n. 1947)
- Robert Langton Douglas, storico, critico d'arte e docente inglese (Lavenham, n. 1864 - Fiesole, † 1951)
- Robert Mandrou, storico francese (Parigi, n. 1921 - Parigi, † 1984)
- Robert Mantran, storico e turcologo francese (Parigi, n. 1917 - Aix-en-Provence, † 1999)
- Robert K. Massie, storico, saggista e biografo statunitense (Lexington, n. 1929 - Irvington, † 2019)
- Robert Maxwell Ogilvie, storico scozzese (n. 1932 - Saint Andrews, † 1981)
- Robert Service, storico britannico (n. 1947)
- Robert William Seton-Watson, storico britannico (Londra, n. 1879 - Skye, † 1951)
- Robert Vance Bruce, storico statunitense (Malden, n. 1923 - Olympia, † 2008)

## Storici dell'arte(3)
- Neil MacGregor, storico dell'arte britannico (Glasgow, n. 1946)
- Robert Rosenblum, storico dell'arte statunitense (New York, n. 1927 - New York, † 2006)
- Robert de La Sizeranne, storico dell'arte francese (Tain-l'Hermitage, n. 1866 - Parigi, † 1932)

## Storici della filosofia(1)
- Robert Zimmer, storico della filosofia tedesco (Treviri, n. 1953)

## Storici delle religioni(2)
- Robert Charles Zaehner, storico delle religioni e orientalista inglese (Sevenoaks, n. 1913 - Oxford, † 1974)
- Heinrich Zimmer, storico delle religioni e orientalista tedesco (Greifswald, n. 1890 - New Rochelle, † 1943)

## Stuntman(1)
- Evel Knievel, stuntman statunitense (Butte, n. 1938 - Clearwater, † 2007)

## Supercentenari(1)
- Bob Weighton, supercentenario britannico (Kingston upon Hull, n. 1908 - Alton, † 2020)

## Surfisti(1)
- Kelly Slater, surfista statunitense (Cocoa Beach, n. 1972)

## Tennisti(27)
- Robert Abdesselam, tennista francese (El-Biar, n. 1920 - Parigi, † 2006)
- Robert Bédard, ex tennista canadese (Saint-Hyacinthe, n. 1931)
- Bob Bryan, ex tennista statunitense (Camarillo, n. 1978)
- Bob Carmichael, tennista e allenatore di tennis australiano (Melbourne, n. 1940 - Melbourne, † 2003)
- Robert Cash, tennista statunitense (Westerville, n. 2001)
- Bob Falkenburg, tennista statunitense (Brooklyn, n. 1926 - Santa Ynez, † 2022)
- Robert Farah, ex tennista colombiano (Montréal, n. 1987)
- Robert Galloway, tennista statunitense (Columbia, n. 1992)
- Bob Green, ex tennista statunitense (Boston, n. 1960)
- Robert Haillet, tennista francese (Pau, n. 1931 - Nizza, † 2011)
- Robert Howe, tennista australiano (Sydney, n. 1925 - Santa Ana, † 2004)
- Robert Kendrick, ex tennista statunitense (Fresno, n. 1979)
- Robert Kinsey, tennista statunitense (Saint Louis, n. 1897 - † 1964)
- Robert Kreiss, ex tennista statunitense (Los Angeles, n. 1953)
- Robert LeRoy, tennista statunitense (New York, n. 1885 - New York, † 1946)
- Robert Lindley Murray, tennista statunitense (San Francisco, n. 1893 - Lewiston, † 1970)
- Robert Lindstedt, ex tennista svedese (Sundbyberg, n. 1977)
- Robert Lutz, ex tennista statunitense (Lancaster, n. 1947)
- Robert Maud, tennista sudafricano (Johannesburg, n. 1946 - † 2006)
- Bob Perry, tennista statunitense (Los Angeles, n. 1933 - † 2023)
- Bobby Reynolds, ex tennista statunitense (Cape Cod, n. 1982)
- Bobby Riggs, tennista statunitense (Los Angeles, n. 1918 - Encinitas, † 1995)
- Robert Seguso, ex tennista statunitense (Minneapolis, n. 1963)
- Robert Smeets, ex tennista australiano (Sliedrecht, n. 1985)
- Robert Van't Hof, ex tennista statunitense (Lynnwood, n. 1959)
- Bobby Wilson, tennista britannico (Hendon, n. 1935 - Hendon, † 2020)
- Robert Wrenn, tennista statunitense (Highland Park, n. 1873 - New York, † 1925)

## Tenori(2)
- Robert Nagy, tenore statunitense (Lorain, n. 1929 - † 2008)
- Robert Tear, tenore, direttore d'orchestra e insegnante gallese (Barry, n. 1939 - Hammersmith e Fulham, † 2011)

## Teologi(8)
- Robert Abbot, teologo e vescovo anglicano inglese (Guildford - Salisbury, † 1618)
- Robert Blair, teologo scozzese (Irvine, n. 1593 - Meikle Couston, † 1666)
- Robert Browne, teologo britannico (Tolethorpe, n. 1550 - Northampton, † 1633)
- Robert Crosse, teologo inglese (n. 1606 - Chew Magna, † 1683)
- Robert Flint, teologo e filosofo scozzese (Dumfries, n. 1838 - † 1910)
- Robert Robinson, teologo inglese (Swaffham, n. 1735 - Birmingham, † 1790)
- Robert Van Voorst, teologo e biblista statunitense (Holland, n. 1952)
- Robert de Sorbon, teologo francese (Sorbon, n. 1201 - Parigi, † 1274)

## Tipografi(1)
- Robert Granjon, tipografo francese (Parigi, n. 1513 - Roma, † 1590)

## Traduttori(1)
- Robert Fagles, traduttore, poeta e anglista statunitense (Filadelfia, n. 1933 - Princeton, † 2008)

## Triatleti(1)
- Rob Barel, triatleta olandese (Amsterdam, n. 1957)

## Triplisti(1)
- Robert Howard, triplista statunitense (Brooklyn, n. 1975 - Little Rock, † 2004)

## Trombettisti(2)
- Red Rodney, trombettista statunitense (Filadelfia, n. 1927 - Boynton Beach, † 1994)
- Bobby Hackett, trombettista e chitarrista statunitense (Providence, n. 1915 - Chatham, † 1976)

## Trombonisti(1)
- Bob Brookmeyer, trombonista, compositore e pianista statunitense (Kansas City, n. 1929 - † 2011)

## Trovatori(1)
- Robert de Castel, trovatore francese

## Tuffatori(4)
- Bob Clotworthy, tuffatore statunitense (Newark, n. 1931 - Salt Lake City, † 2018)
- Robert Newbery, tuffatore australiano (Adelaide, n. 1979)
- Robert Páez, tuffatore venezuelano (Cumaná, n. 1994)
- Robert Webster, tuffatore statunitense (Berkeley, n. 1939)

## Urbanisti(1)
- Robert Moses, urbanista, funzionario e politico statunitense (New Haven, n. 1888 - West Islip, † 1981)

## Velisti(4)
- Robert Giertsen, velista norvegese (Bergen, n. 1894 - Bergen, † 1978)
- Robert Girardet, velista francese (Parigi, n. 1893 - Neuilly-sur-Seine, † 1977)
- Robert Gufflet, velista francese (Bordeaux, n. 1883 - Casablanca, † 1933)
- Robert Scheidt, velista brasiliano (San Paolo, n. 1973)

## Velocisti(16)
- Robbie Brightwell, velocista britannico (Rawalpindi, n. 1939 - † 2022)
- Robert Chef d'Hôtel, velocista e mezzofondista francese (Numea, n. 1922 - Saint-Jean-en-Royans, † 2019)
- Robert Cloughen, velocista statunitense (The Bronx, n. 1889 - New York, † 1930)
- Robert Dennis, ex velocista liberiano (Harbel, n. 1975)
- Robert Emery, velocista statunitense (Chicago, n. 1898 - Chicago, † 1934)
- Robert Esmie, ex velocista canadese (Kingston, n. 1972)
- Robert Grant, velocista e ostacolista italiano (Phoenix, n. 1996)
- Bob Hayes, velocista e giocatore di football americano statunitense (Jacksonville, n. 1942 - Jacksonville, † 2002)
- Bobby Kerr, velocista e dirigente sportivo canadese (Enniskillen, n. 1882 - Hamilton, † 1963)
- Robert Kiesel, velocista statunitense (Sacramento, n. 1911 - Boise, † 1993)
- Robert Lindsay, velocista britannico (Londra, n. 1890 - Londra, † 1958)
- Robert Maćkowiak, ex velocista polacco (Rawicz, n. 1970)
- Robert Schurrer, velocista francese (Vesoul, n. 1890 - Strasburgo, † 1972)
- Robert Taylor, velocista statunitense (Tyler, n. 1948 - Missouri City, † 2007)
- Robert Tobin, velocista britannico (n. 1983)
- Robert Young, velocista statunitense (Bakersfield, n. 1916 - Bakersfield, † 2011)

## Vescovi(1)
- Robert McKenna, vescovo statunitense (Danville, n. 1927 - Michigan, † 2015)

## Vescovi anglicani(2)
- Robert Aldrich, vescovo anglicano inglese (Burnham - Horncastle, † 1556)
- Robert Lowth, vescovo anglicano e scrittore inglese (Hampshire, n. 1710 - † 1787)

## Vescovi cattolici(21)
- Robert Emmet Barron, vescovo cattolico statunitense (Chicago, n. 1959)
- Robert de Bethune, vescovo cattolico britannico (Reims, † 1148)
- Robert John Brennan, vescovo cattolico statunitense (New York, n. 1962)
- Robert Milner Coerver, vescovo cattolico statunitense (Dallas, n. 1954)
- Robert Peter Deeley, vescovo cattolico statunitense (Cambridge, n. 1946)
- Robert William Finn, vescovo cattolico statunitense (Saint Louis, n. 1953)
- Robert Dwayne Gruss, vescovo cattolico statunitense (Texarkana, n. 1955)
- Robert Eric Guglielmone, vescovo cattolico statunitense (New York, n. 1945)
- Robert Le Coq, vescovo cattolico e politico francese (Montdidier, n. 1310 - Calahorra, † 1373)
- Robert Nugent Lynch, vescovo cattolico statunitense (Charleston, n. 1941)
- Robert William Marshall, vescovo cattolico statunitense (Memphis, n. 1959)
- Robert John McClory, vescovo cattolico statunitense (Detroit, n. 1963)
- Robert Joseph McManus, vescovo cattolico statunitense (Providence, n. 1951)
- Robert Charles Morlino, vescovo cattolico statunitense (Scranton, n. 1946 - Madison, † 2018)
- Robert Muhiirwa, vescovo cattolico ugandese (Ibonde, n. 1958)
- Robert Edward Mulvee, vescovo cattolico statunitense (Boston, n. 1930 - North Smithfield, † 2018)
- Robert Mark Pipta, vescovo cattolico statunitense (Anaheim, n. 1967)
- Robert Pobožný, vescovo cattolico slovacco (Tisovec, n. 1890 - Rožňava, † 1972)
- Robert Stillington, vescovo cattolico inglese (n. 1420 - † 1491)
- Robert Francis Vasa, vescovo cattolico statunitense (Lincoln, n. 1951)
- Robert Wishart, vescovo cattolico scozzese (Aberdeen, † 1316)

## Vescovi vetero-cattolici(1)
- Robert Nemkovich, vescovo vetero-cattolico statunitense (Grove City, n. 1942)

## Veterinari(1)
- Robert Cook, veterinario britannico

## Viaggiatori(1)
- Robert Knox, viaggiatore e scrittore scozzese (n. 1640 - Londra, † 1720)

## Vibrafonisti(1)
- Bobby Hutcherson, vibrafonista statunitense (Los Angeles, n. 1941 - † 2016)

## Violinisti(2)
- Robert Mealy, violinista e docente statunitense (Berkeley)
- Bobby Valentino, violinista, chitarrista e cantautore britannico (Chatham, n. 1954)

## Violoncellisti(2)
- Robert deMaine, violoncellista statunitense (Oklahoma City, n. 1969)
- Robert Hausmann, violoncellista tedesco (Rottleberode, n. 1852 - Vienna, † 1909)

## Wrestler(24)
- Brad Armstrong, wrestler statunitense (Marietta, n. 1962 - Kennesaw, † 2012)
- Bob Backlund, ex wrestler statunitense (Princeton, n. 1949)
- Porkchop Cash, ex wrestler statunitense (Washington, n. 1947)
- Rob Conway, wrestler statunitense (New Albany, n. 1974)
- Robbie E, wrestler statunitense (Alpine, n. 1983)
- Bobby Eaton, wrestler statunitense (Huntsville, n. 1958 - † 2021)
- Bobby Fish, wrestler statunitense (Albany, n. 1976)
- Robert Fuller, ex wrestler statunitense (Memphis, n. 1948)
- Robert Gibson, wrestler statunitense (Pensacola, n. 1958)
- Rene Goulet, wrestler canadese (Québec, n. 1932 - Matthews, † 2019)
- Hardcore Holly, ex wrestler statunitense (Glendale, n. 1963)
- Ed Lewis, wrestler statunitense (Nekoosa, n. 1891 - New York, † 1966)
- Butch Miller, wrestler neozelandese (Auckland, n. 1944 - Los Angeles, † 2023)
- Mo, ex wrestler statunitense (Harlem, n. 1964)
- Gorilla Monsoon, wrestler statunitense (Rochester, n. 1937 - Willingboro, † 1999)
- Blackjack Mulligan, wrestler statunitense (Sweetwater, n. 1942 - Tampa, † 2016)
- Bob Orton Sr., wrestler statunitense (Kansas City, n. 1929 - Las Vegas, † 2006)
- Bobby Roode, ex wrestler canadese (Peterborough, n. 1976)
- Bobby Shane, wrestler statunitense (St. Louis, Missouri, n. 1945 - Tampa, Florida, † 1975)
- Sgt. Slaughter, ex wrestler statunitense (Detroit, n. 1948)
- Rick Steiner, ex wrestler statunitense (Bay City, n. 1961)
- Robert Swenson, wrestler, attore e pugile statunitense (San Antonio, n. 1957 - Los Angeles, † 1997)
- Rob Terry, wrestler britannico (Swansea, n. 1980)
- Rob Van Dam, wrestler statunitense (Battle Creek, n. 1970)

## Zoologi(4)
- Robert Collett, zoologo norvegese (Kristiania, n. 1842 - Kristiania, † 1913)
- Robert William Hayman, zoologo britannico (n. 1905 - † 1985)
- Robert Rippon, zoologo, entomologo e illustratore britannico (Bocking - † 1917)
- Robert Boog Watson, zoologo e religioso britannico (Burntisland, n. 1823 - Edimburgo, † 1910)

## Senza attività specificata(30)
- Roberto d'Austria-Este, austriaco (Castello di Schönbrunn, n. 1915 - Basilea, † 1996)
- Robert Bemborough, cavaliere medievale britannico († 1351)
- Robert Dudley, I conte di Leicester, conte inglese (n. 1532 - Cornbury, † 1588)
- Robert Fernandez Diaz, greco (Salonicco, n. 1930 - Meina, † 1943)
- Robert Fitzhamon, cavaliere medievale normanno († 1107)
- Robert Ford, pistolero statunitense (Contea di Ray, n. 1861 - Creede, † 1892)
- Robert Fountain, britannico (Galles, n. 1969)
- Robert Hichens, marittimo britannico (Newlyn, n. 1882 - Aberdeen, † 1940)
- Robert Elmer Horton, idrologo statunitense (Parma, n. 1875 - † 1945)
- Robert de Juliac, francese (Francia - † 1377)
- Robert Kinoshita, effettista e scenografo statunitense (Los Angeles, n. 1914 - Torrance, † 2014)
- Robert Knolles, cavaliere medievale britannico (Cheshire - † 1407)
- Robert La Fosse, ex ballerino e coreografo statunitense (Beaumont, n. 1959)
- Robert S. Langer, ingegnere chimico statunitense (Albany, n. 1948)
- Robert Legato, effettista statunitense (Ocean Township, n. 1956)
- Robert Lipka, statunitense (New York, n. 1946 - † 2013)
- Robert Massin, grafico, direttore artistico e tipografo francese (La Bourdinière-Saint-Loup, n. 1925 - Parigi, † 2020)
- Robert A. Mattey, effettista statunitense (New Jersey, n. 1910 - Los Angeles, † 1993)
- Frank McLaury, pistolero statunitense (New York, n. 1848 - Tombstone, † 1881)
- Robert Nieman, ex pentatleta e schermidore statunitense (Chicago, n. 1947)
- Danny Nightingale, ex pentatleta britannico (Redruth, n. 1954)
- Robert Parker, statunitense (Baltimora, n. 1947)
- Robert R., statunitense (Saint Louis, n. 1953 - Saint Louis, † 1969)
- Robert Rich, I conte di Warwick, conte britannico (n. 1559 - † 1619)
- Robert Rich, III conte di Warwick, conte britannico (n. 1611 - Londra, † 1659)
- Robert Rich, V conte di Warwick, conte britannico (Kensington, n. 1620 - Kensington, † 1675)
- Robert de Reims, francese
- Robert Tewsley, ex ballerino britannico (Leicester, n. 1972)
- R. Gordon Wasson, statunitense (Great Falls, n. 1898 - Danbury, † 1986)
- Robert de la Piere, francese (Arras, † 1258)